# Cyryl z Aleksandrii
Cyryl z Aleksandrii (kopt. Ⲡⲁⲡⲁ Ⲕⲩⲣⲓⲗⲗⲟⲩ ⲁ̅; stgr. Κύριλλος Ἀλεξανδρείας; łac. Cyrillus Alexandrinus), także Cyryl Aleksandryjski, w Kościele koptyjskim papież Cyryl I (ur. ok. 378 w Theodosios, zm. 27 czerwca 444 w Aleksandrii) – egipski filozof, teolog, biblista i astronom; biskup Aleksandrii. Święty Kościoła katolickiego, Kościoła prawosławnego oraz Kościołów przedchalcedońskich, luterańskich i anglikańskich.
Cyryl uważany jest za jednego z najwybitniejszych teologów i egzegetów w dziejach chrześcijaństwa. Jego prace cechuje precyzyjna terminologia, logiczna argumentacja i umiejętność szerokiego omówienia historii problemu. Wśród dzieł Cyryla dominują prace biblistyczne, głównie komentarze do Pisma Świętego. Zachowały się też jego traktaty teologiczne i filozoficzne, homilie oraz listy.
Cyryl był postacią kontrowersyjną. Już za życia stał się przedmiotem rozbieżnych ocen. Przeciwnicy oskarżali go o stosowanie przemocy, intrygi, przekupstwa, manipulowanie ludźmi i informacjami. Krytykowano go za daleki od normy sposób, w jaki posługiwał się językiem greckim. Zwolennicy podziwiali go za autentyczną wiarę, wiedzę filozoficzną i teologiczną a zwłaszcza poglądy, które odzwierciedlały niepokoje i potrzeby religijne chrześcijan. Dla Koptów był przywódcą i bohaterem narodowym, który przywrócił suwerenność kraju po wiekach okupacji rzymskiej. We współczesnej historiografii arabskiej uważa się Cyryla za jednego z prekursorów idei nowożytnego, niepodległego Egiptu.

## Badania naukowe nad Cyrylem

### Starożytność i średniowiecze

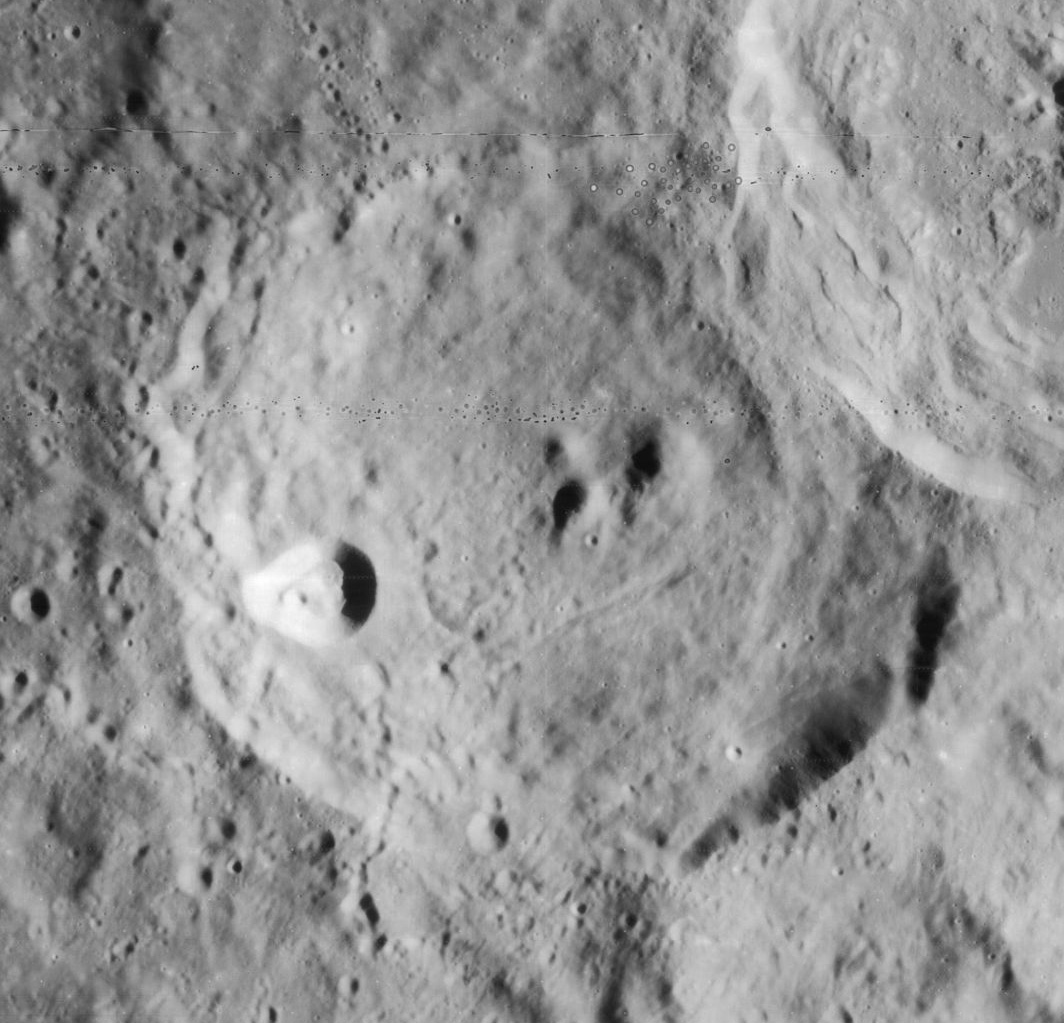
Krater Cyrillus (krater) na Księżycu. Jego nazwa upamiętnia dorobek astronomiczny biskupa Aleksandrii

Fakty z życia Cyryla znane są z jego własnych prac, listów wymienianych między biskupami oraz dokumentów kościelnych i państwowych z V wieku. Zachowały się akta synodów kościelnych i dokumenty soboru efeskiego, w których uczestniczył. O Cyrylu pisali współcześni mu historycy greccy – Sokrates Scholastyk i Sozomen.
Wobec zniszczenia większości starożytnych rękopisów koptyjskich, przetrwało niewiele świadectw o Cyrylu pochodzących z samego Egiptu. Najstarsza biografia Cyryla, spisana wkrótce po jego śmierci, pochodzi z koptyjskiej Historii Kościoła, zachowanej w przekładzie na język gyyz. Etiopski rękopis Historii, w którym przekazano bardzo dużo skądinąd nieznanych faktów z życia Cyryla, odkryto w II połowie XX wieku. Druga chronologicznie biografia, zawierająca również wiele cennych informacji, została zapisana w VI wieku w koptyjskiej Historii patriarchów. Biografia ta znana jest współcześnie jedynie z X-wiecznego opracowania arabskiego, autorstwa Sawrirusa ibn al-Mukaffa. Najobszerniejszą biografię Cyryla napisał, pod koniec VII wieku, koptyjski historyk Jan z Nikiu. Dzieło to zachowało się w etiopskim tłumaczeniu z tłumaczenia arabskiego, Jan wykorzystał starożytne źródła egipskie, współcześnie zaginione, stąd jego praca jest niezwykle wartościowa.  Natomiast łacińskie i greckie dzieła hagiograficzne przekazały głównie legendy i we współczesnej nauce uważane są za mało wiarygodne.
Po śmierci Cyryla jego doktryna religijna została stopniowo uznana za ortodoksyjną przez większość Kościołów chrześcijańskich, ale była odmiennie interpretowana przez przedstawicieli różnych nurtów teologicznych. Na soborze chalcedońskim tezy sprzeczne z nauką biskupa Aleksandrii uzasadniano wyrwanymi z kontekstu cytatami z jego prac. Ponieważ przeciwnicy Chalcedonu powoływali się na autorytet Cyryla, na II soborze konstantynopolitańskim dokonano reinterpretacji jego dzieł. Na polecenie cesarza Justyniana przyjęto wyjaśnienie, zgodnie z którym niektóre terminy w pracach Cyryla mają inne znaczenie, niż dosłowne. Obok dominującej w historii myśli chrześcijańskiej, kompromisowej tzw. teologii konstantynopolitańskiej, występował i występuje współcześnie silny nurt dosłownego rozumienia dzieł Cyryla, zwany niekiedy cyrylijskim fundamentalizmem. W nowożytnej teologii chrześcijańskiej różnych wyznań funkcjonuje także tendencja do całkowitego odrzucenia doktryny Cyryla i wywodzącej się z niej tradycji naukowej. Cyryl jest bowiem myślicielem, który wywoływał za życia i wywołuje współcześnie skrajne reakcje wśród teologów.
W średniowiecznym Bizancjum Cyryla nazywano Pieczęcią Ojców. Uważano, że jego nauka była zwieńczeniem filozofii i teologii okresu patrystycznego. W V wieku przetłumaczono na łacinę najważniejsze dzieła biskupa Aleksandrii i opublikowano w Rzymie jako Florilegium Cyrillianum. Na początku VI wieku kilka prac przełożył Dionizy Mniejszy. Jednak od VII wieku bezpośrednia znajomość dzieł Cyryla na Zachodzie zanikła. Cytowano je z opracowań autorów łacińskich V i VI wieku. Wpływ myśli Cyryla na Zachodzie został w praktyce ograniczony do dogmatyki. Jego imię wymieniano w pracach historycznych poświęconych sporom chrystologicznym późnej starożytności. Wyjątkiem był Tomasz z Akwinu, który pod koniec życia przeczytał niektóre z dzieł Cyryla. Wpływ doktryny biskupa Aleksandrii na późną filozofię i teologię Akwinaty jest we współczesnej nauce uważany za znaczący. Wielu badaczy uznaje dojrzałą chrystologię Tomasza za cyrylijską. Natomiast średniowieczne teologie wschodnie (prawosławna, syryjska czy koptyjska) nadal opierały się bezpośrednio na doktrynie biskupa Aleksandrii. Teksty Cyryla weszły na przykład w skład Nomokanonu.

### Nowożytność

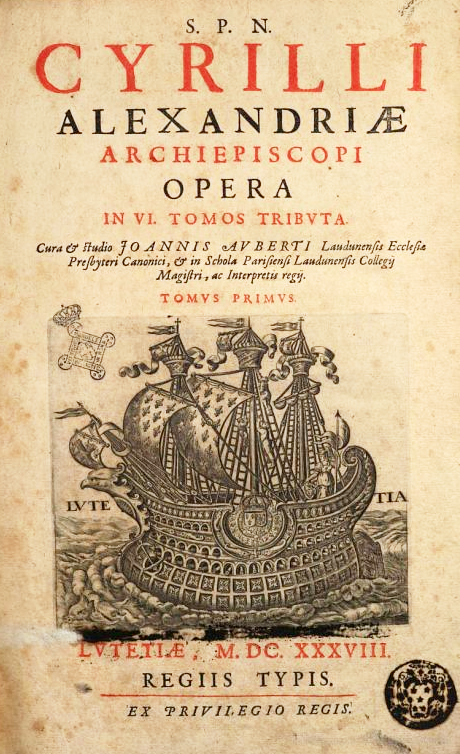
Pierwsze wydanie dzieł Cyryla, zawierające oryginał grecki z przekładem łacińskim. Tom 1, opublikowany w Paryżu przez Jean Aubert (opat) w 1638 roku

Na sobór florencki, w latach 1438–1439, delegacja grecka sporządziła tłumaczenie prac Cyryla, które wykorzystywano podczas dyskusji teologicznych. Za głównego inicjatora tego przekładu uważa się Bessariona, a autora większości tekstu Jerzego z Trapezuntu. Pierwsze dzieło Cyryla wydane drukiem to Komentarz do Jana, opublikowany w Paryżu z tłumaczenia florenckiego, w roku 1508. W okresie odrodzenia zainteresowaniem cieszył się traktat Przeciw Julianowi, który uznawano za użyteczne zestawienie starożytnej wiedzy filozoficznej. W roku 1528 szwajcarski reformator Jan Oekolampad opublikował w Bazylei własne tłumaczenie tego dzieła.
Przekład florencki oraz zachowane tłumaczenia starożytne były podstawą pierwszego, sześciotomowego wydania dzieł Cyryla, które w 1638 roku opublikował w Paryżu Jean Aubert. Była to edycja dwujęzyczna, oryginał grecki został w niej zestawiony z tłumaczeniem łacińskim. W roku 1864 wydanie Auberta przedrukował, z kilkoma dodatkami, Jacques Paul Migne w serii Patrologia Graeca, w tomach 68-77. Edycje Auberta i Migne’a pozostają jedynymi zbiorowymi wydaniami prac Cyryla.
W okresie oświecenia dokonano stopniowej rewizji postaci i nauczania Cyryla. W roku 1720 John Toland obciążył biskupa Aleksandrii odpowiedzialnością za śmierć neoplatońskiej filozof Hypatii. Tezę Tolanda podchwycił Wolter. W swoich pismach przedstawiał biskupa Aleksandrii jako krwawego fanatyka religijnego. W Dictionaire Philosophique z 1764 roku Wolter stwierdził, że Cyryl podburzył chrześcijańską ludność miasta przeciwko Hypatii. Rozwijając twierdzenia Woltera, angielski historyk Edward Gibbon w monografii The History of the Decline and Fall of the Roman Empire, wydawanej w latach 1776–1789, uznał biskupa Aleksandrii za osobę, która swoją działalnością doprowadziła do upadku kultury antycznej. Gibbon przedstawił Cyryla jako bezwzględnego i brutalnego polityka, religijnego fanatyka i antysemitę.
Tezy Woltera i Gibbona przyjęły się w historiografii oraz kulturze masowej XIX i XX wieku. Oskarżenia pod adresem Cyryla powtarzano nie tylko w pracach historycznych, słownikach i encyklopediach, ale także w opracowaniach na temat wkładu kobiet w dzieje nauki. Zdaniem polskiej historyk Marii Dzielskiej: Zarzuty stawiane Cyrylowi dotyczą ponadto głębszego aspektu sprawy niż tylko udziału w zewnętrznych manifestacjach wrogości i kłamstwa. Dotykają sfery jego psychologii i moralności. Cyryl uczynił coś, co można by określić naruszeniem zasad chrześcijańskiego porządku moralnego, któremu miał służyć. Stało się tak dlatego, że nie umiał pogodzić się z przegraną. Chciał być liderem społeczności aleksandryjskiej, a tymczasem to miejsce w kręgach elity zajmowała Hypatia. Niektórzy autorzy oskarżali Cyryla nawet, że był prekursorem ideologii holocaustu. Postać biskupa Aleksandrii pojawiała się, jako czarny charakter, na kartach literatury pięknej oraz w filmach. W literaturze polskiej Cyryl został przedstawiony w ten sposób w utworze Z przeszłości Marii Konopnickiej z roku 1881.
Nawrót do Cyryla w teologii katolickiej i anglikańskiej nastąpił w drugiej połowie XIX wieku, zwłaszcza za sprawą tzw. ruchu oksfordzkiego. W roku 1882 Cyryla ogłoszono doktorem Kościoła katolickiego. Ukształtowała się wówczas opinia, którą w 1897 roku skrótowo wyraził w swojej La littérature grecque francuski historyk Pierre Batiffol: Zostawmy tytuł Faraona, który dobrze opisuje potęgę skupioną w ręku biskupa Aleksandrii oraz jego władczy i gwałtowny charakter. Nie może to przesłaniać wielkości Cyryla oraz jego geniuszu. W historii dogmatyki rola Cyryla może być porównywana jedynie z rolą Atanazego. W historii teologii tylko święty Augustyn jest postacią o podobnym znaczeniu. Zbliżone opinie dominują wśród uczonych XXI wieku. Zdaniem Josepha Ratzingera: Pisma Cyryla, bardzo liczne i szeroko rozpowszechnione również w przekładach na łacinę i języki orientalne już za jego życia – co świadczy o powodzeniu, jakim się cieszyły – odegrały w dziejach chrześcijaństwa pierwszorzędną rolę. Ważne są jego komentarze do licznych ksiąg starotestamentalnych i Nowego Testamentu, w tym do całego Pięcioksięgu, Izajasza, Psalmów oraz Ewangelii Jana i Łukasza. Istotne znaczenie mają również jego liczne dzieła doktrynalne .
W 1935 roku Międzynarodowa Unia Astronomiczna upamiętniła dorobek astronomiczny biskupa Aleksandrii nadając imię Cyrillus jednemu z kraterów na widocznej stronie Księżyca.
Uniwersytet w Oksfordzie pozostaje w XXI wieku głównym ośrodkiem badań nad biskupem Aleksandrii. Pod koniec XX wieku na uczelniach europejskich i amerykańskich zintensyfikowano prace naukowe. Odkryto manuskrypty greckie, koptyjskie, syryjskie i ormiańskie, zawierające relacje o dotąd nieznanych faktach. Przeanalizowano społeczne i polityczne uwarunkowania, w jakich działał Cyryl. Zwrócono uwagę na dysonans między późnorzymską kulturą klas wyższych a ówczesną rzeczywistością polityczną, a także między kościelną kulturą literacką tamtych czasów i brutalnymi realiami. Podjęto prace nad niewydanymi dziełami biskupa Aleksandrii. Napisano szereg monografii analizujących jego poglądy. Szczegółowej analizie poddano język Cyryla. Uczeni analizują wpływ starożytnej, egipskiej teologii kultu Izydy na chrystologię i mariologię Cyryla. Badany jest także wpływ dziedzictwa naukowego biskupa Aleksandrii, zwłaszcza egzegezy, na XX-wieczne postmodernizm i strukturalizm, szczególnie na prace Ferdinanda de Saussure’a.
Z badań naukowych początku XXI wieku wyłania się obraz człowieka o silnej woli, wytrawnego polityka, znakomitego retora, wnikliwego i oryginalnego filozofa, teologa oraz biblisty. Chociaż poglądy Cyryla ukształtowały się pod wpływem antycznego sposobu myślenia, to był on pierwszym pisarzem chrześcijańskim, który zdecydowanie wykroczył poza utarte schematy wynikające z klasycznego wykształcenia. Przekształcił starożytne filozofię i teologię w ten sposób, by wyrażały one potrzeby religijne chrześcijan. Cyryl podzielał bowiem niepokoje ludzi swojej epoki i potrafił te niepokoje ująć w języku naukowym. Stąd jego prace miały decydujące znaczenia dla dalszego rozwoju teologii jako nauki. Wśród badaczy panuje zgoda, że Cyryl był jednym z najwybitniejszych teologów i egzegetów w dziejach chrześcijaństwa. Zaliczany jest do uczonych, którzy wywarli największy wpływ na współczesny kształt doktryny tej religii.

## Życiorys

### Dzieciństwo i młodość

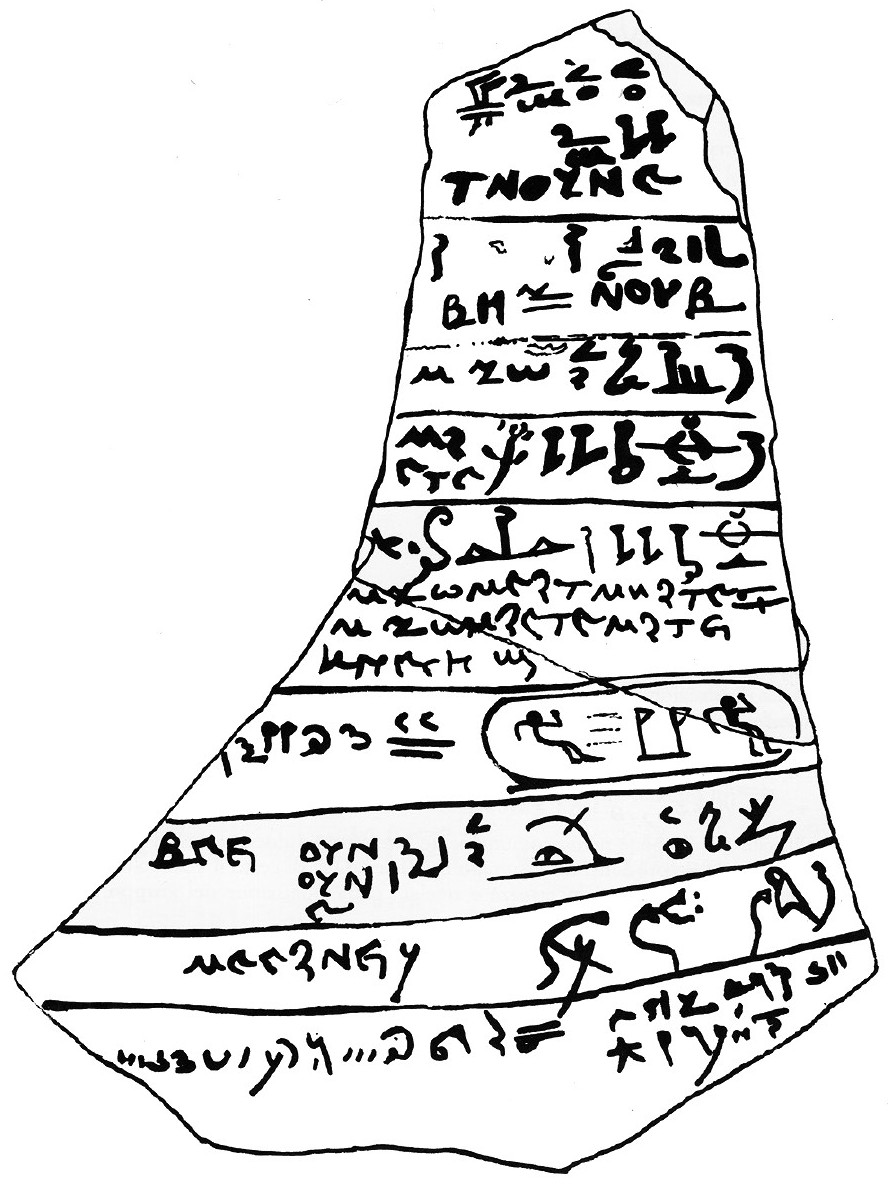
Ćwiczenie szkolne egipskiego ucznia. Tekst zapisano pismami hieroglificznym, demotycznym i greckim. Przerys z uszkodzonego fragmentu papirusu, odnalezionego w Medinet Madi, datowanego na III lub IV wiek

Nieznana z imienia matka Cyryla pochodziła z Memfis. Urodziła się w rodzinie koptyjskiej wyznającej chrześcijaństwo. Memfis było w drugiej połowie IV wieku silnym ośrodkiem politeizmu, w którym chrześcijanie stanowili mniejszość. Matka Cyryla i jej brat Teofil zostali osieroceni w dzieciństwie i uciekli z rodzinnego miasta podczas antychrześcijańskich zamieszek za panowania Juliana Apostaty.
Matka Cyryla znalazła schronienie w jednym z klasztorów Aleksandrii. Tam zaaranżowano jej małżeństwo i wysłano do odległego o 120 kilometrów Theodosios. Według późniejszej legendy koptyjskiej, małżeństwo rodziców Cyryla miał zaaranżować osobiście biskup Aleksandrii Atanazy. Atanazy poznał się też na talencie Teofila, wziął chłopca do swojego domu, wysłał do szkoły a później na studia.
Cyryl urodził się w Theodosios w Dolnym Egipcie. Była to rodzinna miejscowość jego ojca, którego imienia nie przekazało żadne źródło. Dokładna data urodzin Cyryla nie jest znana. Współcześni badacze uważają, że wydarzyło się to około roku 378. Cyryl nie miał rodzeństwa. Nie jest jasne, czy imię Cyryl nadano mu na chrzcie, czy też przyjął je dopiero po intronizacji
20 czerwca 385 roku brat matki Cyryla, Teofil, został wyświęcony na biskupa Aleksandrii. Cyryl miał wówczas około siedmiu lat i osiągnął wiek, w którym dzieci posyłano do szkoły. Wuj sprowadził Cyryla do Aleksandrii, podjął się opieki nad nim i nadzorował jego edukację w ramach sztuk wyzwolonych.
Do roku 392 Cyryl uczęszczał na kurs gramatyki języka greckiego. Autorami jego lektur byli Homer, Eurypides i Menander. Poeci ci wpłynęli na styl prozy Cyryla, w której występują poetyckie środki stylistyczne, zwłaszcza rozbudowane metafory. Cyryl nie pisał poezji, ale jego teksty zaadaptowano na potrzeby hymnografii V i VI wieku. W latach 393–397 Cyryl uczył się retoryki i dialektyki. Retorykę opanował na podstawie dzieł Demostenesa, natomiast dialektykę według podręcznika Isagoge Porfiriusza. Przypuszcza się, że być może słuchał wówczas wykładów najwybitniejszego w tym okresie uczonego aleksandryjskiego, Dydyma.
W ramach kursu sztuk wyzwolonych Cyryl uczył się również nauk matematycznych. Znajomość arytmetyki i astronomii wykazał układając tablice paschalne na lata 403–512. Tablice te przesłał kilkanaście lat później cesarzowi Teodozjuszowi. Zachował się ormiański przekład listu do cesarza, który Cyryl załączył do tablic. Obserwacje i obliczenia Cyryla były podstawą, którą wykorzystał w roku 525 Dionizy Mniejszy do ułożenia obowiązującego współcześnie kalendarza.

### Studia i początek kariery kościelnej

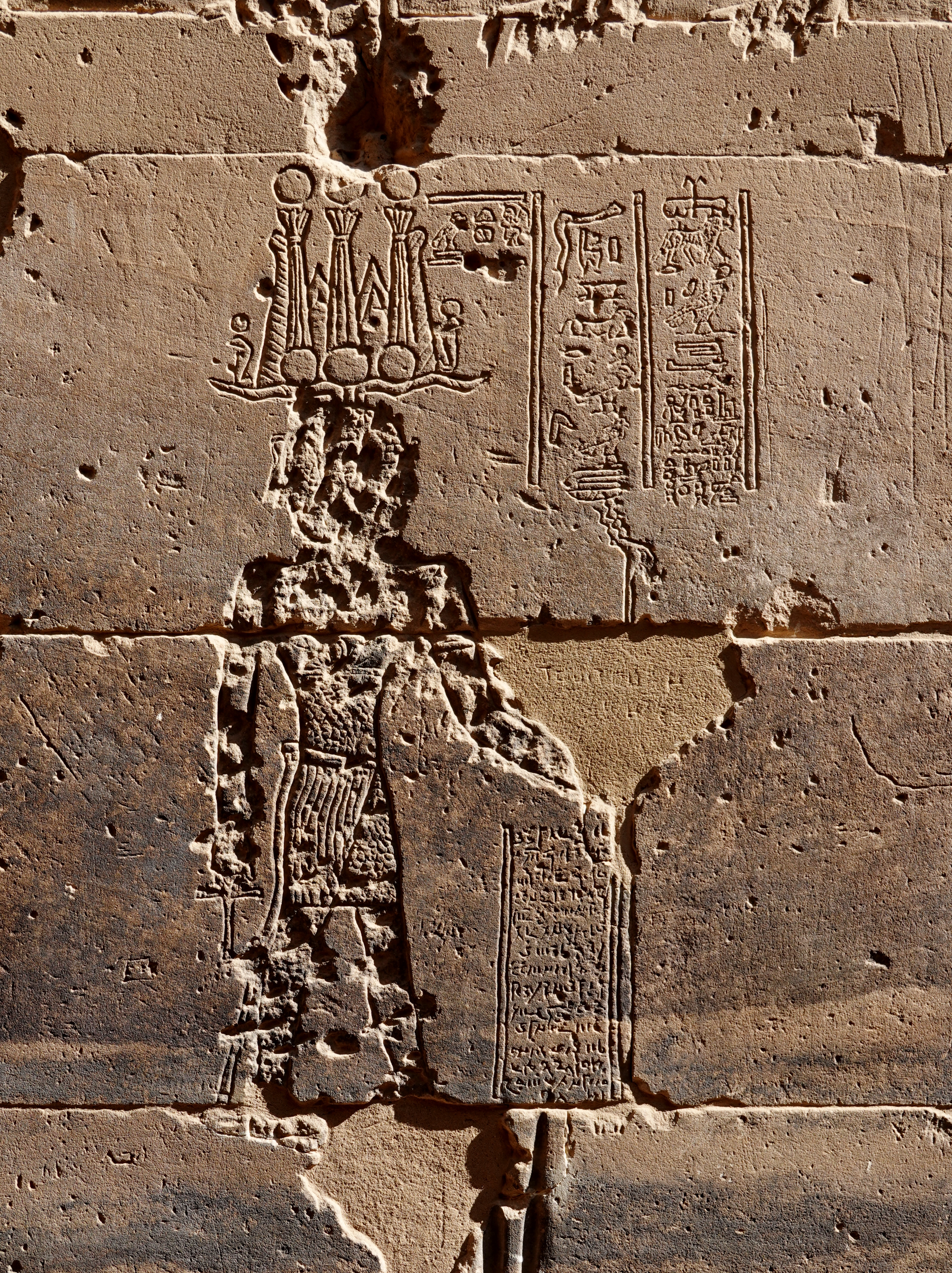
Najpóźniejsza znana Inskrypcja z Esmet–Akhom zapisana hieroglifami w języku egipskim (u góry). Brama Hadriana w File. Płaskorzeźba przedstawia boga Mandulisa. Na dole pismem demotycznym zapisano tekst w języku koptyjskim. Inskrypcja została wykonana w roku 394, gdy nastoletni Cyryl uczył się języka greckiego na kursie sztuk wyzwolonych w Aleksandrii

W roku 398 Cyryl rozpoczął studia filozoficzne i teologiczne, które ukończył mając około 25 lat, w roku 403. Podstawy filozofii poznał dzięki Historii filozofii Porfiriusza. Jego wykształcenie filozoficzne oparte zostało ma dziełach Arystotelesa, zwłaszcza Organonie. Do końca życia Cyryl posługiwał się arystotelesowską terminologią naukową. Wiedzę teologiczną opanował na podstawie prac Dydyma, Atanazego, Grzegorza z Nazjanzu i Bazylego z Cezarei. Do trynitarnej, nowonicejskiej teologii Grzegorza i Bazylego, Cyryl w swojej twórczości podchodził z dystansem. Sam uważał się za kontynuatora szkoły staronicejskiej, przede wszystkim myśli teologicznej Atanazego.
We współczesnej nauce dyskutuje się stopień znajomości języka łacińskiego przez Cyryla. Przesyłane przez niego na Zachód dokumenty i opracowania sporządzone zostały po łacinie. Wiele dzieł Cyryla świadczy o jego dobrej znajomość literatury zachodniej. W Komentarzu do Izajasza szczegółowo przeanalizował Komentarz Hieronima ze Strydonu. Najczęściej przyjmuje się, że edukacja Cyryla obejmowała podstawy łaciny. Znał on ten język słabo, ale jako biskup zatrudnił grupę kompetentnych tłumaczy. Sporządzone na jego potrzeby greckie tłumaczenia dzieł łacińskich, jak również łacińskie teksty przesyłane przez Cyryla na Zachód, nie zachowały się.
Edukacja Cyryla obejmowała też najprawdopodobniej literaturę żydowską. Cyryl bardzo szczegółowo znał prace Józefa Flawiusza, którego nazywał człowiekiem sławnym i mądrym. Często przytaczał w swoich dziełach biblistycznych różne legendy. Niewielką część tych hagad odnaleziono u innych pisarzy chrześcijańskich. Natomiast większość z nich została później włączona do Talmudu. Kilka znanych jest jedynie z prac Cyryla, dlatego sądzi się, że czytał on nieznane współcześnie dzieła żydowskie.
Po zakończeniu nauki Cyryl został wyświęcony na lektora i rozpoczął pracę jako duchowny Kościoła aleksandryjskiego. Według średniowiecznej hagiografii miał przez pięć lat być mnichem w Nitrii, ale we współczesnej nauce uważa się to za legendę. W roku 403 udał się ze swoim wujem, jako jego sekretarz, do Konstantynopola. W roli obserwatora uczestniczył tam w synodzie pod dębem, na którym Teofil doprowadził do złożenia z urzędu Jana Chryzostoma, biskupa stolicy Cesarstwa.

### Nominacja na biskupa i walki w Aleksandrii

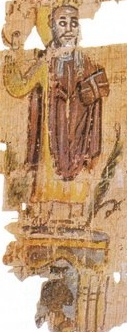
Biskup Teofil z Aleksandrii, wuj Cyryla, na dachu Serapeum w Aleksandrii. Aleksandryjska kronika świata, fragment papirusu z V lub VI wieku

Aleksandria była największym i najbogatszym miastem Cesarstwa. Większość z ponad jej miliona mieszkańców stanowiła ludność koptyjskojęzyczna, wyznająca chrześcijaństwo. Koptowie nie mieli swoich przedstawicieli we władzach i tworzyli najuboższą warstwę społeczną. Obok Koptów miasto zamieszkiwały dwie duże mniejszości. Pierwszą była ludność greckojęzyczna, elita Aleksandrii, w której rękach spoczywała władza polityczna. Wśród Greków było wielu politeistów i tak zwanych nominalnych chrześcijan. Drugą mniejszość stanowiła ludność żydowska, wyznająca judaizm. Firmy żydowskie odgrywały ważną rolę w gospodarce miasta, kontrolowały dużą część handlu odbywającego się przez port w Aleksandrii.
Koptowie uważali za swoich naturalnych przywódców biskupów Aleksandrii. Wuj Cyryla, Teofil, starał się uzyskać dla Egiptu szeroką autonomię. Nazywano go Faraonem, oskarżano o dążenia niepodległościowe oraz zamiar założenia nowej dynastii egipskiej. Teofil umocnił struktury alternatywnego, koptyjskiego państwa. Egipscy chrześcijanie płacili kontrybucję, którą przekazywano biskupowi Aleksandrii. Żegluga na Nilu obłożona została nielegalnym podatkiem na Kościół. Na obszarach, gdzie nie stacjonowało wojsko, władza przeszła faktycznie w ręce koptyjskich biskupów. Teofil kupował wielkie posiadłości ziemskie, budował w całym kraju umocnione kościoły. Siedziba biskupa Aleksandrii, Caesareum (dawna świątynia Cezara), została zamieniona w twierdzę. Egipt pokryła sieć szpitali chrześcijańskich. Pracowali w nich mnisi, zwani parabolani (pielęgniarzami). Pełnili oni rolę kościelnej milicji i byli wykorzystywani do walk z wojskiem rzymskim.
Teofil umarł 15 października 412 roku. Zgodnie ze zwyczajem Kościoła aleksandryjskiego, biskup przed śmiercią wyznaczał następcę, co zatwierdzało duchowieństwo miasta. Teofil mianował swoim następcą Cyryla.
Nominacji Cyryla na biskupa Aleksandrii nie zaakceptował prefekt Egiptu Orestes. Władze obawiały się, że Cyryl będzie kontynuował niepodległościową politykę Teofila. W imieniu cesarza Teodozjusza, Orestes nominował na biskupa archidiakona Tymoteusza. W proteście Koptowie zorganizowali wielką demonstrację skierowaną przeciwko władzom rzymskim. Orestes wysłał na ulice Aleksandrii wojsko, aby siłą usunęło demonstrantów. Wywołało to wybuch walk, w których żołnierzy wsparli Grecy i Żydzi. Po trzech dniach krwawych starć, Orestes wycofał wojsko do koszar i wyraził zgodę na wyświęcenie Cyryla. Decyzja ta, oprotestowana przez dowódcę wojsk rzymskich w Egipcie Abundiantiusa, zakończyła walki.

### Intronizacja
Zgromadzenie duchowieństwa Aleksandrii wraz z zebranymi w mieście biskupami egipskimi, dużą większością głosów zaakceptowało wybór Cyryla. Nowy biskup został wyświęcony 18 października 412 roku. Intronizowano go jako papieża (papas), podobnie jak jego poprzedników (przynajmniej od pierwszej połowy IV wieku). Przyjął imię Cyryl I. Miał wówczas około 34 lat.

### Przejęcie władzy nad Aleksandrią i Egiptem

#### Uporządkowanie spraw kościelnych

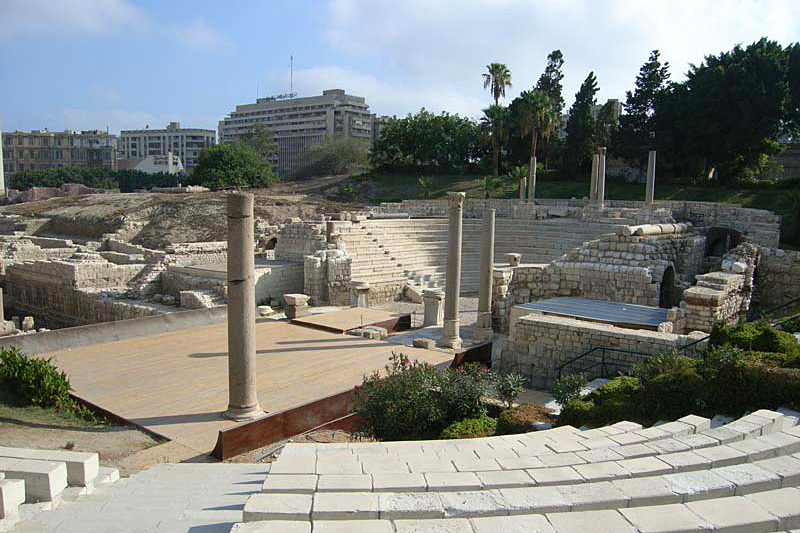
Pozostałości rzymskiego amfiteatru w Aleksandrii

Cyryl rozpoczął umacnianie swojej władzy nad Egiptem od uporządkowania spraw kościelnych. W pierwszych miesiącach pontyfikatu usunął ze stanowisk tych biskupów i księży, którzy podczas elekcji opowiedzieli się przeciwko niemu. Zamknął kościoły nowacjan, usunął ich biskupów, a od duchowieństwa zażądał deklaracji lojalności. Nowacjanie byli grupą chrześcijan, która dotąd nie podlegała jurysdykcji biskupów Aleksandrii. Mimo że cieszyli się tolerancją ze strony cesarza, a Cyryl nie miał legalnych podstaw do zamykania ich kościołów, władze państwowe nie zareagowały na to posunięcie.
W najstarszym znanym publicznym dokumencie nowego biskupa, Liście świątecznym opublikowanym na Wielkanoc 414 roku, Cyryl nawoływał do pełnej jedności wszystkich egipskich chrześcijan wokół Kościoła w Aleksandrii.

#### Wygnanie Żydów
Po przejęciu całkowitej kontroli nad Kościołem egipskim, w roku 415, Cyryl zdecydował się umocnić władzę nad Aleksandrią poprzez podporządkowanie sobie dzielnicy żydowskiej. Trzy lata wcześniej Żydzi wystąpili przeciwko nominacji Cyryla na biskupa i wzięli udział w walkach ulicznych po stronie wojska rzymskiego. Przez następne lata narastała liczba aktów przemocy pomiędzy Koptami a Żydami. Wybuch walk na pełną skalę spowodował incydent w teatrze. Starcia przeniosły się na ulice. Płonęły kościoły chrześcijańskie i budynki żydowskie. Padli zabici po obu stronach. Żydzi mieli cesarskie gwarancje bezpieczeństwa, liczyli na pomoc ze strony wojska. Jednak prefekt Orestes zdecydował się nie interweniować. W tej sytuacji tłum Koptów wkroczył do niebronionej dzielnicy żydowskiej. Mieszkańcy opuścili domy i uciekli z miasta. Cyryl osobiście przybył do synagogi i nakazał zamienić ją w kościół.
Wygnanie Żydów zostało formalnie oprotestowane przez Orestesa. Cyryl zaproponował kompromis. Zagwarantował bezpieczeństwo aleksandryjskim Grekom oraz wojskom rzymskim. Zapewnił też, że znajdujący się już pod jego kontrolą port w Aleksandrii będzie nadal odprawiał statki z żywnością dla Konstantynopola. Jako znak pojednania ofiarował prefektowi ewangeliarz. Dar został odrzucony. Orestes publicznie potępił działania Cyryla. Napisał list do cesarza, w którym zdał relację z wydarzeń oraz zarzucił biskupowi nielegalne działania na szkodę państwa. W związku z krytyczną sytuacją Orestes poprosił o posiłki wojskowe. Natomiast Cyryl wysłał do Konstantynopola swój własny raport, w którym oskarżył Żydów oraz lokalne władze o prowokację i wywołanie zamieszek. Cesarz Teodozjusz miał wówczas 14 lat, a jego siostra, 16-letnia regentka Pulcheria nie zdecydowała się na podjęcie żadnych konkretnych działań.

#### Przemoc na ulicach Aleksandrii

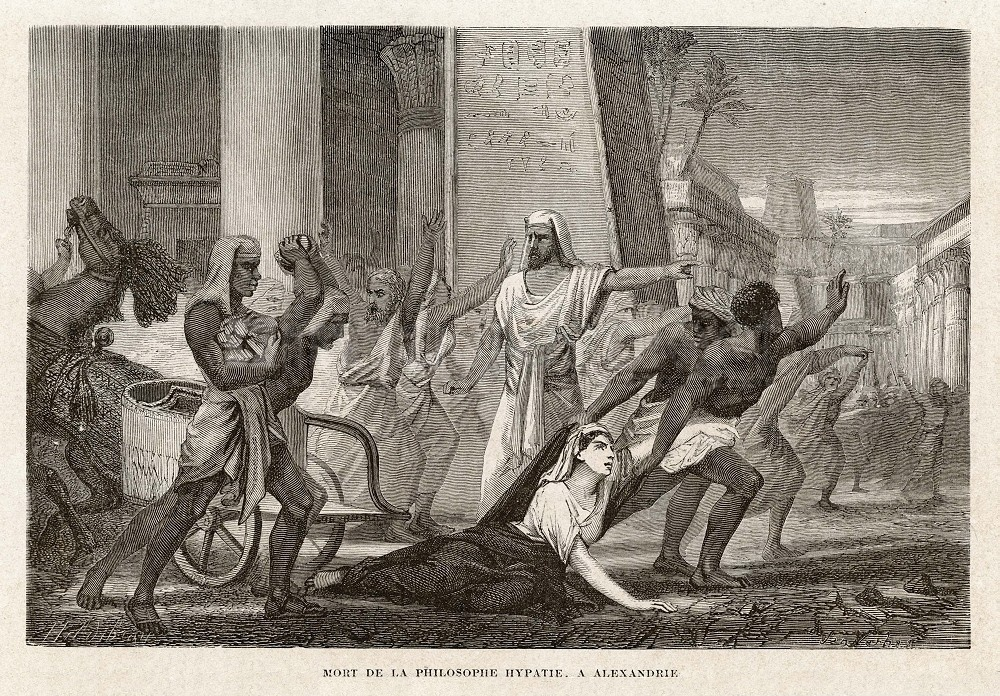
Śmierć filozofki Hypatii w Aleksandrii. Ilustracja Charles William Mitchell z 1885 roku. Dzieło ma podtekst rasistowski, przedstawia ciemnoskórych Koptów, którzy atakują białych Greków

Konflikt między biskupem a prefektem eskalował w następnych miesiącach. Na ulicach Aleksandrii atakowano Greków i przedstawicieli władz. Władze odpowiedziały wyprowadzeniem wojska na ulice oraz falą aresztowań. Większość urzędników państwowych w Egipcie była już w tym okresie chrześcijanami. Orestes, chociaż był formalnie chrześcijaninem, otoczył się doradcami, z których większość była politeistami. Prefekt starał się wzmocnić obronę dzielnicy greckiej ściągając do stolicy żołnierzy z innych garnizonów egipskich. Cyryl odpowiedział zwiększając liczbę mnichów parabolani, wezwanych do przybycia na pomoc biskupowi Aleksandrii.
Obie strony konfliktu rozpoczęły walkę propagandową, w której zarzucały sobie wzajemnie prowokacje, łamanie prawa, przemoc i morderstwa. Szczególny rozgłos uzyskały dwa przypadki przemocy – śmierć mnicha Ammoniusa, zamordowanego przez żołnierzy Orestesa, oraz zlinczowanie przez tłum zwolenników Cyryla neoplatońskiej filozofki Hypatii. Ammonius został aresztowany po ataku tłumu na powóz Orestesa. Oskarżono go o rzucenie kamieniem w głowę prefekta. W więzieniu zabito go bez procesu sądowego. Oficjalnie podano, że zmarł podczas przesłuchania. Obie strony natychmiast powiadomiły o tym wydarzeniu cesarza.
Natomiast Hypatia należała do kręgu najbliższych doradców Orestesa. Popierała politykę prefekta i przeciwstawiała się przejęciu władzy nad Egiptem przez Cyryla. W marcu 415 roku tłum, na którego czele stanął bliżej nieznany lektor Piotr, wyciągnął Hypatię z powozu na jednej z ulic Aleksandrii. Zawleczono ją pod kościół katedralny, zdarto z niej szaty, wyłupiono oczy i zabito odłamkami skorup glinianych. Szczątki Hypatii wywleczono za miasto i tam spalono na stosie szczap drewnianych. Był to typowy dla Aleksandrii lincz na osobie uznawanej za wroga miasta. Relacje z podobnych, bezprawnych egzekucji, zakończonych wleczeniem ciała zamordowanej osoby ulicami miasta, pochodzą z okresu od I do VI wieku. Między innymi zginęło w ten sposób dwóch biskupów Aleksandrii. Jednak polityczne morderstwo na Hypatii wywołało oburzenie, zwłaszcza wśród ówczesnych elit Cesarstwa. Ściągnęło na Kościół aleksandryjski oraz Cyryla zarzuty, formułowane nie tylko przez intelektualistów z Konstantynopola, ale także wielu chrześcijańskich biskupów i mnichów spoza Egiptu. Chociaż wszczęto formalne śledztwo, w którym brali udział urzędnicy cesarscy, to nikogo nie ukarano.

#### Kompromis z cesarzem
Wobec narastającej fali przemocy i niepokojów społecznych w Egipcie, władze w Konstantynopolu oceniły politykę prefekta Orestesa jako nieefektywną. W ówczesnej sytuacji Cesarstwa, atakowanego przez Germanów i Hunów, Egipt pozostawał prowincją niezagrożoną najazdem. Cesarz Teodozjusz nie zdecydował się więc na interwencję wojskową, ale negocjacje z Cyrylem. Z kolei Cyryl nie był zwolennikiem niepodległości Egiptu, ale szerokiej autonomii prowincji w ramach Cesarstwa. Kompromis wypracowywano listownie, bez pośredników, przez kilka miesięcy. We wrześniu 416 roku Teodozjusz wysłał do Aleksandrii swojego specjalnego wysłannika, komisarza Aedesiusa.
Porozumienie uzgodniono w październiku 416 roku. Władze w Konstantynopolu zgodziły się na odwołanie prefekta oraz innych wysokich urzędników egipskich, a także na wycofanie wojska do koszar. Nowe władze prowincji miały uzgadniać swoje zarządzenia z biskupem Aleksandrii. Z kolei Cyryl zagwarantował bezpieczeństwo władzom i ludności niekoptyjskiej. Zgodził się też na ograniczenie liczby mnichów parabolani do 500, ich administracyjną rejestrację oraz zatwierdzanie członków kościelnej milicji przez nowego prefekta. Parabolani pozbawiono prawa wstępu do urzędów i sądów, nie wolno im było uczestniczyć w wydarzeniach o charakterze publicznym.

### Rządy nad Egiptem

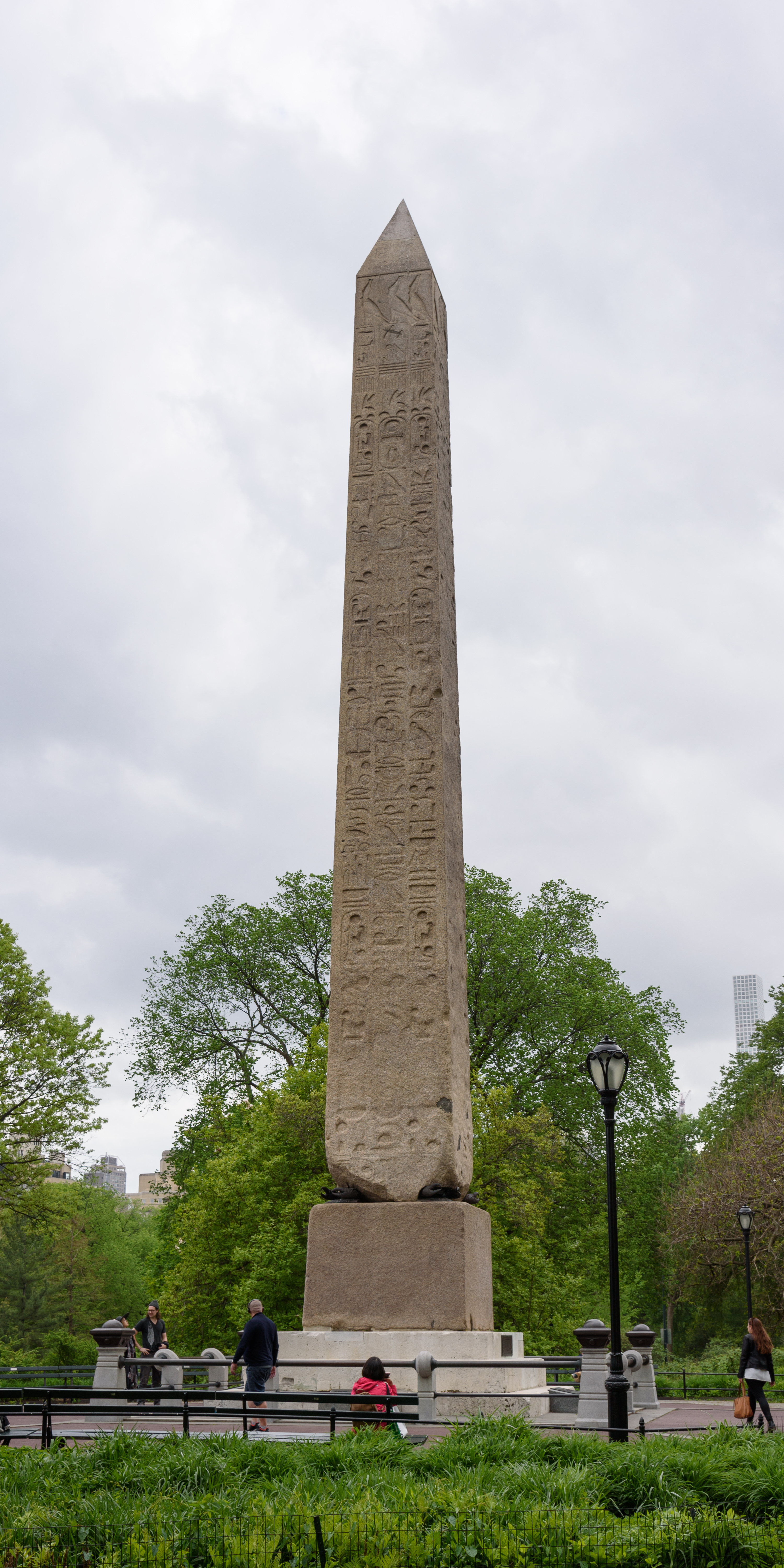
Tak zwany Obelisk Kleopatry – jeden z ocalałych elementów architektonicznych siedziby Cyryla. W XIX wieku, gdy w Aleksandrii rozkradano ostatnie pozostałości Caesareum w Aleksandrii, obelisk został wywieziony z Egiptu. W roku 1881 ustawiono go w Central Parku w Nowym Jorku

Po zawarciu kompromisu między cesarzem Teodozjuszem a Cyrylem, zakończyły się niepokoje społeczne i rozruchy. Cyryl osiągnął dominującą pozycję polityczną w prowincji. Urzędnicy cesarscy liczyli się z jego zdaniem i konsultowali z nim ważniejsze decyzje. Faktyczna władza nad Aleksandrią i całym Egiptem spoczęła w jego rękach. Od jesieni roku 416 aż do końca pontyfikatu Cyryla, w Egipcie panował pokój społeczny. W Konstantynopolu uznano porozumienie z biskupem Aleksandrii za rozwiązanie, które było politycznym sukcesem. Stopniowo rozszerzano uprawnienia Cyryla. W lutym 418 roku cesarz zezwolił na zwiększenie liczby parabolani do 600, zniósł dotyczące ich zakazy oraz nadzór nad nimi ze strony administracji państwowej.
Chociaż Cyryl był często za życia nazywany Drugim Teofilem, to jego polityka – po zawarciu porozumienia z cesarzem – różniła się znacznie od polityki wuja. Cyryl zakończył konflikt Aleksandrii z biskupami Konstantynopola i wpisał do dyptychu Jana Chryzostoma, usuniętego z urzędu wskutek działań Teofila. Chcąc zapobiec niepokojom społecznym, powstrzymał rozpoczęte za Teofila burzenie świątyń politeistycznych. Skupił się na polemikach i walce propagandowej z wyznawcami dawnych bogów. Nie zezwolił na zniszczenie ośrodka pielgrzymkowego w Menouthis, gdzie znajdowała się świątynia Izydy (Isis Medica), słynąca z uzdrowień. Dokończył nieopodal budowę klasztoru i kościoła w Kanopos. Przeniósł tam relikwie świętych Cyrusa i Jana, którzy według legendy leczyli bez zapłaty i zorganizował chrześcijańskie centrum medyczne. Miejsce to w następnych wiekach stało się największym ośrodkiem pielgrzymkowym Egiptu, a współczesna nazwa arabska miejscowości, znajdującej się przy dawnym sanktuarium, Abu Kir, nadal nawiązuje do imienia biskupa Aleksandrii. Cyryl zakończył też kampanię skierowaną przeciwko wspólnotom monastycznym. Mnisi egipscy odgrywali nie tylko dużą rolę społeczną, jako duchowa elita społeczności chrześcijańskiej, a także ekonomiczną – dzięki bogatym majątkom klasztornym. Teofil dążył do podporządkowania sobie klasztorów, natomiast Cyryl zawarł z mnichami porozumienie, które z biegiem czasu przekształciło się w trwały sojusz.
Przez 28 lat Cyryl panował nad jedną z najpotężniejszych instytucji ówczesnego świata rzymskiego. Zgodnie z kanonami soboru nicejskiego, biskup Aleksandrii nie miał nad sobą żadnej władzy kościelnej, analogicznie do biskupa Rzymu. Uzasadniano ten stan tradycją sięgającą niepamiętnych czasów. Cyryl zarządzał osobiście Kościołami w Dolnym Egipcie, Górnym Egipcie, Libii, Cyrenajce, Nubii i Etiopii. W Kościołach tych nie było metropolitów, z wyjątkiem Libii. Każdy biskup podlegał bezpośrednio Aleksandrii. Cyryl nominował, usuwał i wyświęcał biskupów na całym tym rozległym terytorium. Wbrew dotychczasowemu zwyczajowi często wyświęcał osoby, które z przyszłą diecezją nie miały dotąd nic wspólnego, ale cieszyły się jego zaufaniem. Wobec słabości administracji rzymskiej, biskupi podlegli Cyrylowi sprawowali także władze państwową w poszczególnych regionach i miastach.
Biskupi oraz zwierzchnicy klasztorów z podległego Cyrylowi obszaru, byli zobowiązani na koniec roku przesyłać szczegółowe raporty ze swojej działalności lub też odwiedzać Aleksandrię osobiście. Na podstawie raportów, Cyryl formułował zalecenia doktrynalne i organizacyjne w formie listu. Zalecenia te znane było jako Listy świąteczne (Heortastikoi logoi), gdyż zawierały ustalone przez biskupa Aleksandrii daty początku wielkiego postu oraz Wielkanocy. Cyryl wysyłał takie listy nie tylko do podległych sobie biskupów i klasztorów, ale także do wybranych biskupów z innych prowincji Cesarstwa, między innymi Rzymu. Zachowało się do czasów współczesnych trzydzieści Listów świątecznych Cyryla. Nieliczne głosy krytyki, jakie podnosiły się w Egipcie podczas rządów Cyryla, zarzucały biskupowi Aleksandrii obsesyjne kontrolowanie mało istotnych spraw, dotyczących różnych, często bardzo odległych regionów kraju.

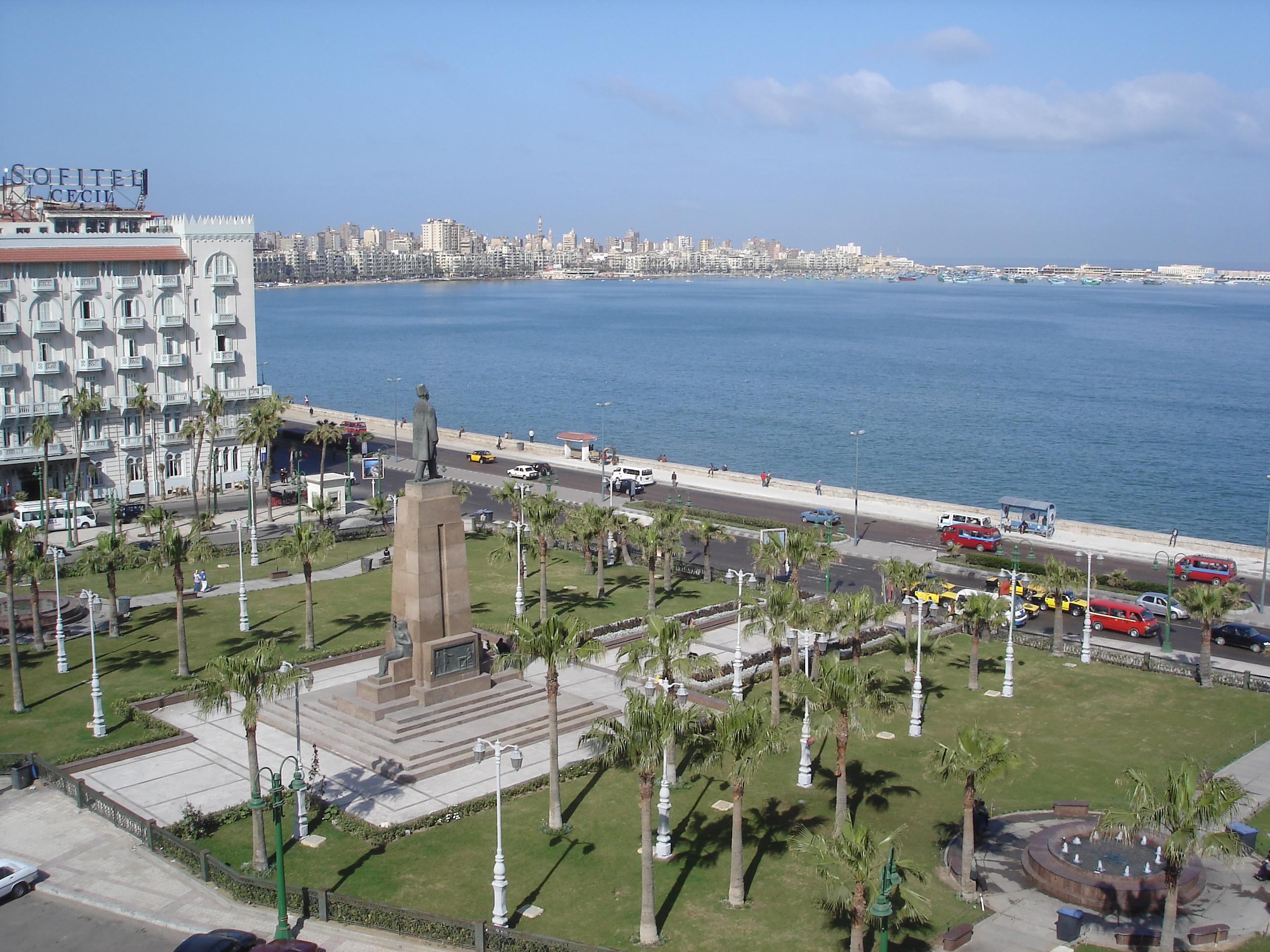
Plac w Aleksandrii powstały po zrównaniu w XX wieku resztek ruin Caesareum w Aleksandrii. W miejscu, gdzie pracował Cyryl, stoi pomnik premiera niepodległego Egiptu Sada Zaghlula

Cyryl dysponował ogromnymi środkami materialnymi. Pochodziły one z kontrybucji zbieranych wśród chrześcijan oraz dochodów z majątków kościelnych. Cesarz Teodozjusz, w ramach porozumienia z Cyrylem, przekazywał Kościołowi aleksandryjskiemu duże ilości zboża, z przeznaczeniem na pomoc ubogim. Dysponowanie nimi dawało Cyrylowi środki, za pomocą których stabilizował sytuację w całej prowincji, a także umacniał swój autorytet w społeczeństwie egipskim. W Konstantynopolu krążyły plotki, że kolejne swoje uprawnienia uzyskiwał przekupując urzędników cesarskich i kobiecą część dworu. Jak zwykle przy tego typu oskarżeniach, badacze nie są w stanie ustalić, czy były one prawdziwe.
Aleksandria pozostawała miastem nauki i żywym ośrodkiem kulturalnym. Uczniowie i studenci nadawali miastu szczególny charakter. Cyryl przykładał do tej roli swojej stolicy dużą wagę. Pod jego rządami rozwijała się nauka aleksandryjska, działał i pisał między innymi neoplatoński filozof Hierokles.
Cyryl zarządzał Kościołem w Aleksandrii i Egiptem z Caesareum, gdzie mieszkał do śmierci. Powstały tam jego najważniejsze dzieła. Był to kompleks umocnionych budynków, górujący na portem w Aleksandrii. Cyryl zorganizował w nim pokaźną bibliotekę oraz szkołę katechetyczną. Większość pomieszczeń zajmowały sekretariat i archiwa, zarządzane przez archidiakona.

### Konflikt epistolarny

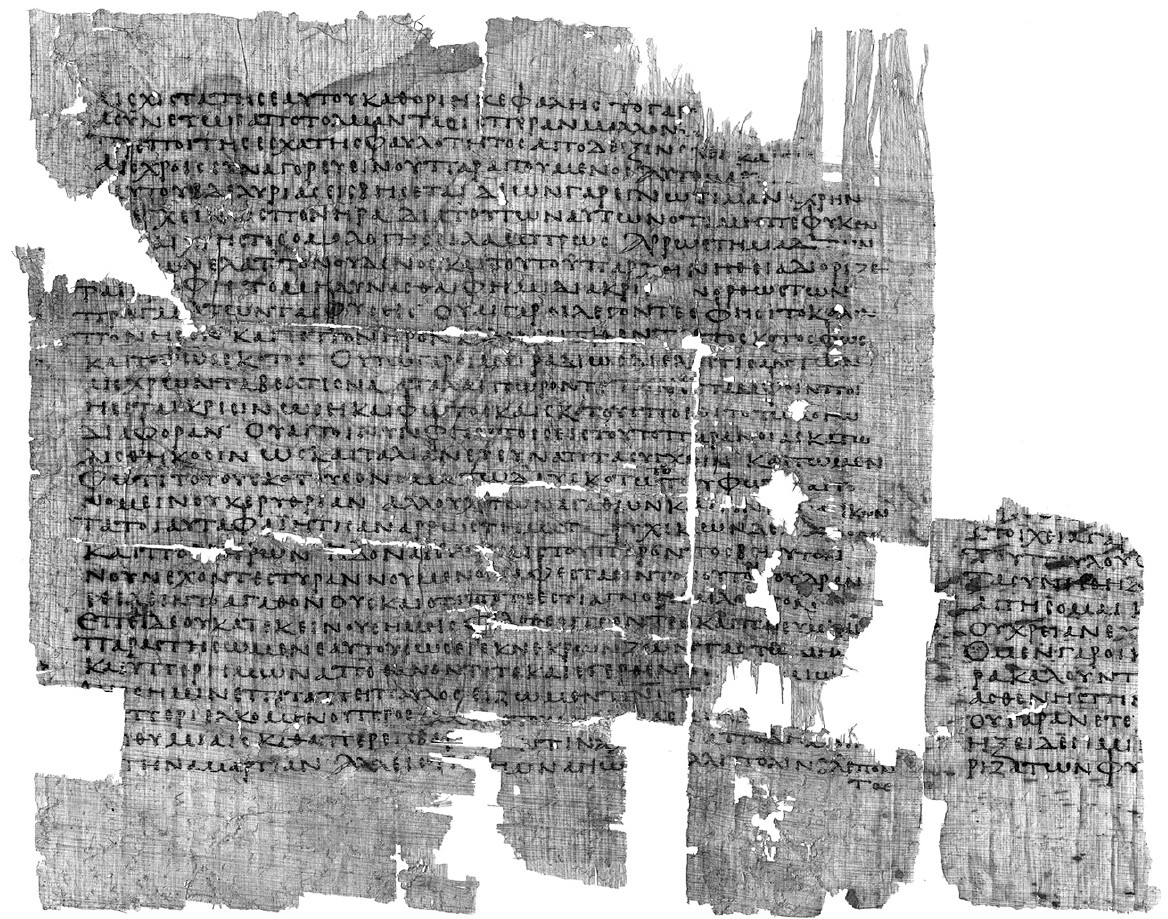
Oryginalny, uszkodzony egzemplarz Listu świątecznego Cyryla z 421 roku. Przechowywany w Istituto Papirologico „Girolamo Vitelli“ we Florencji

#### List do mnichów
Problem statusu Egiptu w ramach Cesarstwa stał się ponownie przedmiotem polityczno–religijnego konfliktu na przełomie lat 20. i 30. V wieku. Na początku 429 roku do Egiptu przywieziono teksty kilku kazań Nestoriusza, biskupa Konstantynopola. Nestoriusz twierdził w nich między innymi, że tytuł Matka Boża (Theotokos), używany wobec Marii, matki Jezusa z Nazaretu, nie jest teologicznie poprawny. Kazania te wywołały debatę w klasztorach egipskich, w której część mnichów poparła tezy Nestoriusza.
Używanie tytułu Theotokos było charakterystyczną cechą egipskiego chrześcijaństwa przynajmniej od III wieku. Dla Cyryla termin ten był ponadto kluczowym narzędziem teologicznym w zwalczaniu pozostałości kultu Izydy. Izydę czczono jako wielką dziewicę i matkę boga (Horusa). Tytułując Marię świętą Dziewicą i Matką Bożą, Cyryl odwoływał się do wrażliwości egipskich wyznawców politeizmu. Dlatego, aby nie dopuścić do podziałów wśród chrześcijan w Egipcie, Cyryl napisał encyklikę (zwaną współcześnie Listem do mnichów), którą rozesłał nie tylko do wspólnot monastycznych, ale także do biskupów, diakonów i księży. Stwierdził w niej, że jeżeli Maria nie jest matką Boga, to Chrystus nie jest Bogiem. Taka doktryna jest sprzeczna z nauczaniem Kościoła, a ci, którzy ją głoszą, popadają w herezję i gwałcą zasady, na których opiera się wspólnota chrześcijańska.

#### Pierwszy list do Nestoriusza
Egzemplarze encykliki zostały przesłane także do Konstantynopola. Duchowni ze stolicy, którzy w roku 429 odwiedzili Aleksandrię, przekazali Cyrylowi informacje o reakcji Nestoriusza. Biskup Konstantynopola miał pretensje do biskupa Aleksandrii, że ten wpierw nie skontaktował się z nim i nie przedyskutował problemu.
Cyryl zdecydował się przesłać do stolicy latem 429 roku prywatny list, później nazwany Pierwszym listem do Nestoriusza (Andres aidesimoi). Stwierdził w nim, że konieczne było publiczne potępienie tezy, iż Chrystus nie jest Bogiem. Głoszenie takich poglądów – napisał Cyryl – jest skandaliczne. Zapowiedział też walkę na śmierć i życie za wiarę w boskość Chrystusa.
Nestoriusz odpowiedział Cyrylowi krótkim listem (Ouden epieikeias). Stwierdził w nim, że biskup Aleksandrii napisał wiele o swoich własnych poglądach teologicznych i pobożności, mało natomiast o miłości braterskiej. Oskarżył Cyryla o wzniecanie kłótni i zapowiedział, że wkrótce się okaże, kto ma rację.

#### Drugi list do Nestoriusza
Nestoriusz wykorzystał przeciwko Cyrylowi autorytet cesarskiej stolicy. Do Konstantynopola przybywali duchowni, którzy uważali, że spotkała ich krzywda w lokalnych Kościołach. Byli wśród nich greckojęzyczni duchowni z Egiptu oraz zbiegli z Zachodu pelagianie. Nestoriusz napisał list do biskupa Rzymu Celestyna, w którym poinformował, że przystąpił do formalnej rewizji sprawy pelagian oraz bada skargi aleksandryjczyków. Pod koniec 429 roku Nestoriusz zaprosił Doroteusa z Marcianopolis, aby wygłosił mowę w stołecznej katedrze. Podczas kazania Dorotheus stwierdził: Jeśli ktoś odważy się nazywać Marię Theotokos, niech będzie wyklęty.
Na wieść o tych wydarzeniach Cyryl wysłał do Nestoriusza drugi list (Kataphlyarousi), datowany na luty 430 roku. Duchownych skarżących się w Konstantynopolu nazwał w nim grzesznikami, przeciwko którym ma wystarczające dowody. Następnie przedstawił zwięźle zasady swojej chrystologii, broniąc tytułu Theotokos.
Cyryl występując przeciwko rosnącej roli Konstantynopola w polityce państwowo–kościelnej, zdawał sobie sprawę, że nie może liczyć na samodzielne zwycięstwo. Stopniowo zaczął więc budować sojusz z biskupami Zachodu, mnichami w całym Cesarstwie oraz kobiecą częścią dworu cesarskiego. Wiosną 430 roku wysyłał listy krytykujące Nestoriusza do wielu ważnych osobistości państwa. Listy do cesarzowych Pulcherii i Eudoksji oraz księżnych Arcadii i Mariny, zirytowały cesarza Teodozjusza. Teodozjusz przesłał do Cyryla list, w którym zarzucił biskupowi Aleksandrii, że usiłuje zburzyć pokój na dworze cesarskim. Napisał też pisma do biskupów w całym państwie, domagając się uzgodnienia stanowisk. Z kolei Cyryl napisał własne listy do najważniejszych biskupów i teologów, na przykład do Akacjusza z Beroe czy Jana Kasjana.
Podobne pismo wysłał do mnichów z Konstantynopola.
Wiosną lub wczesnym latem 430 roku Cyryl wysłał do Rzymu swojego zaufanego emisariusza, diakona Posidoniusa. Posidonius przywiózł z Egiptu do Italii dokumentację problemu. Był to obszerny tom wypisów z dzieł Nestoriusza wraz z komentarzami Cyryla. Dla wygody Celestyna i duchowieństwa Zachodu, Cyryl nakazał przetłumaczyć zbiór na łacinę. Posidonius otrzymał dokładne instrukcje, jak korzystać z przywiezionych materiałów – w zależności od sytuacji politycznej, którą zastanie w Rzymie.

#### Trzeci list do Nestoriusza
Po otrzymaniu listu od Cyryla, biskup Rzymu Celestyn zwołał synod biskupów Italii, który zebrał się na początku sierpnia 430 roku. Synod uznał poglądy Nestoriusza za heretyckie i postanowił o wszczęciu procedury pozbawieniu go urzędu biskupa Konstantynopola. Celestyn przesłał w związku z tym odpowiedź Cyrylowi, powierzając biskupowi Aleksandrii wykonanie postanowień synodu. Celestyn wysłał też pismo do Nestoriusza, zarzucając biskupowi Konstantynopola głoszenie poglądów niezgodnych z ortodoksją i przypominając mu o jego pasterskich obowiązkach. Kolejny list skierował biskup Rzymu do Jana, biskupa Antiochii. Powiadomił w nim o zamiarze wyłączenia z Kościoła biskupa Konstantynopola. Jan napisał w tej sprawie list do Nestosiusza, rozpoczynając korespondencję między tymi dwoma biskupami. Stopniowo uzgodniono w niej sojusz Konstantynopola z Antiochią, skierowany przeciwko Cyrylowi.
Na początku listopada 430 roku Cyryl zwołał podległych sobie biskupów do Aleksandrii, gdzie przedstawił im projekt uchwały, nazwanej później Trzecim listem do Nestoriusza (Tou soteros hemon). Synod zatwierdził tekst i postanowił, że jeśli Nestoriusz nie zgodzi się z zawartymi w dokumencie tezami, po upływie dziesięciu dni Kościoły w Egipcie, Libii, Cyrenajce, Nubii i Etiopii zerwą wspólnotę z Konstantynopolem. Ultimatum, wysłane do Konstantynopola około 10 listopada, zawierało cyrylijską doktrynę chrystologiczną, a jego kwintesencję stanowiło 12 anatematyzmatów.

#### Zaproszenie do Efezu
Władze w Konstantynopolu obawiały się, że groźba ogłoszenia niezależności Kościoła koptyjskiego jest kolejnym krokiem Cyryla ku pełnej niepodległości Egiptu. Cesarz Teodozjusz zdecydował się rozwiązać problem przed upływem ultimatum, które wystosowali Egipcjanie – wstrzymując formalnie bieg sprawy. W tym celu zwołał zgromadzenie biskupów całego Cesarstwa Rzymskiego do Efezu. Ta nagła i niespodziewana decyzja została ogłoszona w dekrecie datowanym na 19 listopada 430 roku, skierowanym do biskupów państwa. Cyryl otrzymał list od cesarza ze specjalnym, imiennym zaproszeniem na sobór.
Ultimatum zostało przekazane Nestoriuszowi przez delegację Egipcjan dopiero 30 listopada 430 roku, a więc już po decyzji cesarza. Nestoriusz przesłał kopie dokumentu do Jana z Antiochii i kilku innych biskupów wraz z własnym komentarzem. Komentarz ten zawierał 12 kontranatematyzmatów. Oryginalny tekst tego pisma nie zachował się, znane jest ono jedynie z przekładów syryjskiego i łacińskiego, które nieznacznie różnią się między sobą. W obronie Nestoriusza dwóch biskupów, Andrzej z Samosaty i Teodoret z Cyru, napisało własne listy, rozesłane po całym Cesarstwie, w których ostro zaatakowali Cyryla i Kościół koptyjski.

### Sobór efeski
Cyryl przyjął zaproszenie cesarza. W maju 431 roku żegnano go porcie aleksandryjskim niczym faraona wybierającego się na wyprawę wojenną. Zorganizowano flotę składającą się z kilku okrętów. Zaokrętowano na nią kilkuset mnichów parabolani, którzy mieli oficjalnie stanowić osobistą ochronę biskupa Aleksandrii. Cyrylowi towarzyszyło 46 biskupów egipskich. Flota szybko przepłynęła Morze Śródziemne i zjawiła się w Efezie 6 czerwca 431 roku, czyli dzień przed wyznaczoną datą rozpoczęcia obrad. Miasto zostało opanowane przez Egipcjan, którzy hałaśliwie manifestowali swoje poglądy, grożąc przeciwnikom. Cyryl publicznie wygłaszał w świątyniach i na ulicach mowy, w których potępiał działania biskupa Konstantynopola i stanowisko cesarza.
Niektórzy biskupi jednak, wśród których był biskup Antiochii Jan, opóźnili ze względów taktycznych swoje przybycie. Po dwóch tygodniach oczekiwania, 22 czerwca Cyryl rozpoczął pierwszą sesję soborową. Poglądy Nestoriusza zostały potępione już w trakcie tej pierwszej sesji. Spóźnieni Ojcowie przybyli po czterech dniach. Wobec zastanej sytuacji zorganizowali osobną sesję, tzw. kontr-synod, pod przewodnictwem patriarchy Antiochii Jana i złożyli z kolei Cyryla z godności biskupa Aleksandrii, a także popierającego go biskupa Memmona z Efezu. Cesarz zatwierdził decyzje obydwu synodów i skazał na uwięzienie tak Nestoriusza, jak Cyryla. Nestoriusz udał się do klasztoru w Antiochii, Cyryl zaś po dłuższych pertraktacjach został zwolniony z więzienia i pożeglował do Aleksandrii przed zakończeniem Soboru.
Po Soborze, z biskupem Janem z Antiochii kontynuował dialog na temat spornych kwestii korespondencyjnie. Przystał, najwyraźniej pod wpływem doświadczeń soborowych, na kompromisowe rozwiązania. Zrezygnował z części niejasnych, budzących wątpliwości co do ortodoksji, stwierdzeń, które zawarł w Anatematyzmach przeciw Nestoriuszowi. Zredagował też wyznanie wiary. Pokój i pojednanie między przywódcami kościołów w Aleksandrii i Antiochii nastąpiło w 433 r. Po tej dacie nie ma już żadnych wiadomości o życiu Cyryla.

### Śmierć
Cyryl umarł 27 czerwca 444 roku w Aleksandrii, gdzie zorganizowano uroczystości pogrzebowe.
Na wieść o tym wydarzeniu, jeden z wrogów Cyryla, syryjski biskup Teodoret z Cyru napisał: W końcu po ostatecznej walce odszedł złoczyńca. Widząc, że jego złośliwość narastała z każdym dniem i raniła ciało Kościoła, Namiestnik naszych dusz odciął go jak rak. Jego odejście zachwyca ocalałych, ale może zniechęca zmarłych. Istnieje obawa, że pod wpływem prowokacji jego kompani w zaświatach mogą odesłać go z powrotem do nas. Należy zatem zadbać o to, żeby cech grabarzy położył na jego grobie bardzo duży i ciężki kamień, aby nie mógł tu wrócić. Cieszę się i raduję, widząc wspólnotę Kościoła uwolnioną od takiej zarazy; ale jestem zasmucony i przykro mi, gdy myślę, że ten nieszczęsny człowiek nigdy nie odpoczął od swoich złych uczynków, ale umarł planując większe i gorsze.
Cyryl podsumował własne życie w jednym z listów: Kocham pokój. Nie ma niczego, czego bardziej nie cierpię, niż kłótni i sporów. (...) Ale pojawia się pytanie o wiarę i skandal, który dotyczy wszystkich Kościołów Cesarstwa Rzymskiego. (...) Jestem gotów znosić ze spokojem wszelkie pomówienia, wszelkie upokorzenia, wszelkie krzywdy, byleby tylko wiara nie została zagrożona. (...) Kiedy atakowana jest wiara, nie powinniśmy wahać się przed poświęceniem nawet własnego życia. Ale my boimy się głosić prawdę, gdy powoduje to choć drobne niedogodności. To jak później, na zgromadzeniach, możemy intonować pieśni wychwalające świętych męczenników?

## Kult

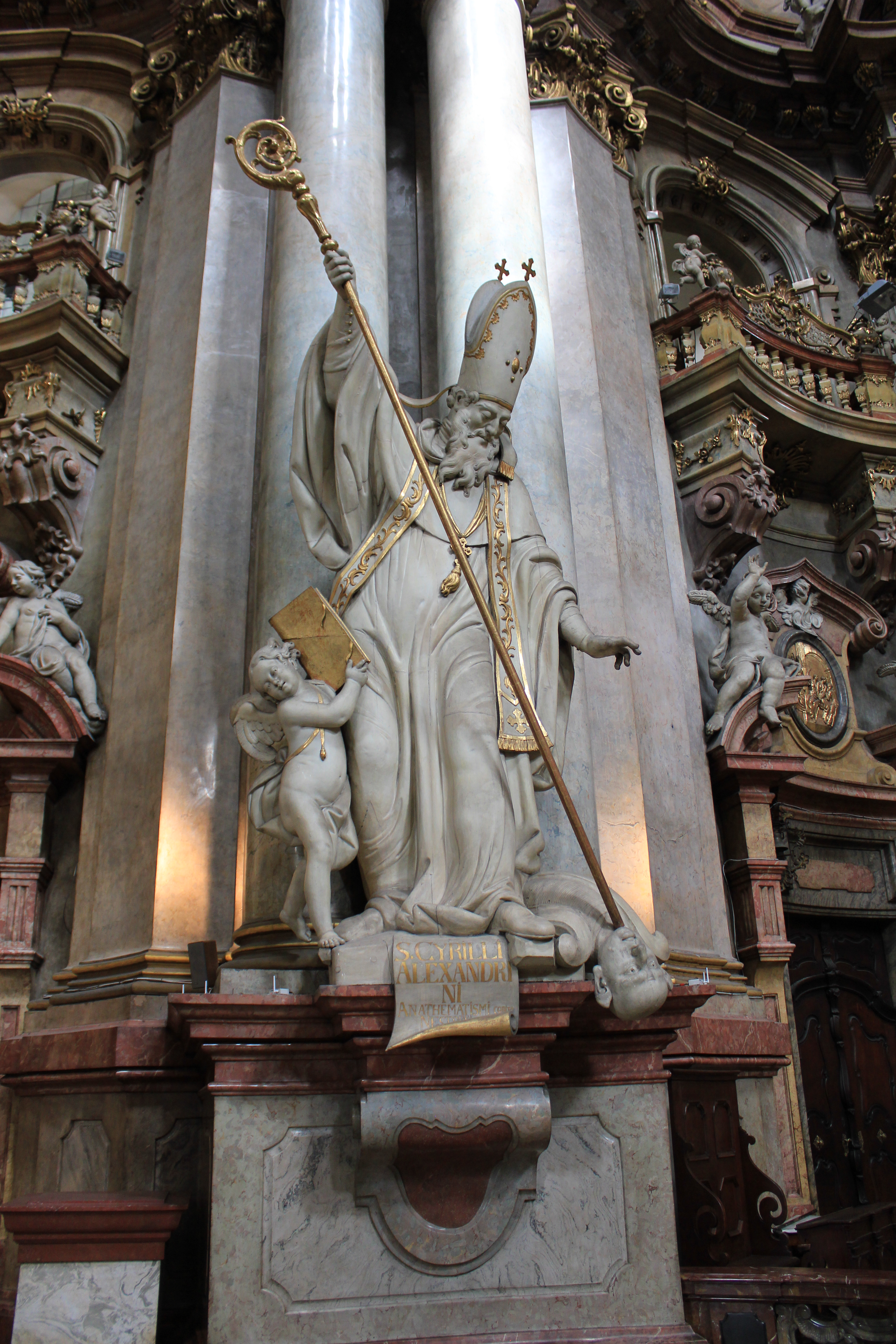
Cyryl pokonujący Nestoriusza. Rzeźba Ignác František Platzer z połowy XVIII wieku. Kościół Świętego Mikołaja w Pradze (Malá Strana)

Najstarsze świadectwa kultu Cyryla pochodzą z pierwszych lat po jego śmierci. Kościół koptyjski ustanowił święto w rocznicę śmierci Cyryla, 27 czerwca. Dzień ten przejęły inne Kościoły przedchalcedońskie. Również 27 czerwca, jako wspomnienie Cyryla, wpisały w swoje kalendarze Kościoły luterańskie i anglikańskie. W Kościele prawosławnym czci się biskupa Aleksandrii dwukrotnie w ciągu roku. 9 czerwca jest dniem poświęconym wyłącznie Cyrylowi, natomiast 18 stycznia wspomina się Cyryla razem z Atanazym. W tradycji prawosławnej Cyryl i Atanazy są bowiem połączeni jako dwa filary ortodoksji i dwaj najważniejsi ojcowie Kościoła. W Kościele katolickim święto liturgiczne Cyryla obchodzono przez wieki 9 lutego. W opublikowanym w 1969 roku Calendarium Romanum papież Paweł VI zniósł święto, a wspomnienie liturgiczne ustanowił na dzień 27 czerwca.
Najstarsza znana pieśń liturgiczna poświęcona Cyrylowi, późnostarożytny troparion, ma formę modlitwy: Bądź pozdrowiona prześwietna gwiazdo, wojowniku broniący dziewicy Maryi; ty, który wykrzyczałeś do wszystkich hierarchów w Efezie, że ona jest matką Boga. Raduj się błogosławiony Cyrylu, źródle teologii i rzeko wiedzy o Bogu. Nigdy nie ustawaj orędować za nami u Chrystusa.
Z okazji 1500 rocznicy soboru efeskiego, papież Pius XI wydał w 1931 roku encyklikę Lux veritatis. Według Piusa Cyryl był wybitnym teologiem, który bronił bożego macierzyństwa Marii oraz unii hipostatycznej. Na 1500-lecie śmierci biskupa Aleksandrii, w 1944 roku, Pius XII opublikował encyklikę Orientalis Ecclesiae decus, poświęconą osobie Cyryla. Podkreślił w niej zasługi biskupa Aleksandrii w walce o jedność Kościoła.

## Poglądy

### Krytyka neoplatonizmu
Cyryl był pierwszym filozofem chrześcijańskim, który swój system oparł na antropologii. Antropologia ta bazowała na arystotelizmie i egzegezie biblijnej. Filozofię biskupa Aleksandrii określa się najczęściej jako antropologię teocentryczną.
Biskup Aleksandrii był krytykiem neoplatonizmu, szczególnie systemu Orygenesa. Zwalczał tezy o preegzystencji dusz, nieśmiertelności wyłącznie duszy, czy też utożsamianiu człowieka z rozumem lub duchem. Cyryl krytykował neoplatonizm w kategoriach antypogańskiej retoryki. Ci, którzy są po stronie Orygenesa, podążają za aberracjami pogan i szaleństwami arian – pisał. Pogląd, zgodnie z którym człowiek rozdziela się po śmierci na nadal żyjącą duszę i martwe ciało, uważał Cyryl za absurdalny. Wiara w zmartwychwstanie człowieka jako ontologicznej całości, w ciele i w duszy, była dla niego jednym z podstawowych elementów doktryny chrześcijańskiej.
Odrzucenie filozofii Orygenesa skutkowało u Cyryla dystansowaniem się od opartej na neoplatonizmie teologii nowonicejskiej. Dlatego był krytyczny wobec doktryny trynitarnej sformułowanej przez tzw. ojców kapadockich, zwłaszcza nauki Grzegorza z Nazjanzu. Cyryl ostentacyjnie ignorował postanowienia soboru konstantynopolitańskiego i uchwalone na nim, rozszerzone wyznanie wiary. Uważał, że credo z Nicei jest wystarczające, a doktryna uchwalona na soborze nicejskim w pełni oddaje fundamentalne zasady filozofii i teologii chrześcijańskiej. Doktrynę nicejską uczynił punktem wyjścia, aksjomatem własnej filozofii i teologii.
Nie oznacza to, że Cyryl nie korzystał z dzieł autorów, z którymi się filozoficznie i teologicznie nie zgadzał. Bywał przez takie podejście krytykowany, gdy – na przykład – przejmował pewne poglądy z dzieł Apolinarego z Laodycei. Na tego typu zarzuty, Cyryl zwykł odpowiadać: Nie wszystko u heretyków jest heretyckie.

### Antropologia
Cyryl opisywał człowieka (anthropos), za Arystotelesem, jako psychofizyczną całość. Ciało (soma) i dusza (psyche) są aspektami tej całości, nie zaś odrębnymi bytami. Oba aspekty człowieczeństwa są ściśle powiązane i oddziałują na siebie – ciało może powodować choroby duszy, a dusza ciała. Człowiek jest unią (henosis) duszy i ciała, która powstaje w chwili poczęcia. Za naturę (physis) człowieczeństwa Cyryl uważał śmiertelność i niewolę. Od chwili poczęcia pewne jest, że nowo stworzony człowiek umrze i od tego prawa nie ma wyjątku. Istota śmiertelna, chcąc przeżyć, musi zaspakajać swoje potrzeby – dlatego człowiek nie jest wolny. Jest zmuszony zdobywać niezbędne środki dla przetrwania w czasie. Związek śmiertelności i niewoli Cyryl najczęściej określał terminem zepsucie (phthora). Człowiek był dla Cyryla bytem zepsutym. Zepsucie uznawał biskup Aleksandrii za chorobę, która trzyma ludzkość pod swoją władzą.
Zepsucie człowieka biskup Aleksandrii wyprowadzał z wydarzenia o charakterze kosmicznym – upadku ludzkości, alegorycznie zrelacjonowanego w Księdze Rodzaju. Cyryl był krytykiem nauki o grzechu pierworodnym, sformułowanej przez Augustyna z Hippony. Według biskupa Aleksandrii teza o dziedziczności grzechu oparta została na błędnym gramatycznie odczytaniu fragmentu Listu do Rzymian (5,12). Skutkiem upadku ludzkości, zdaniem Cyryla, była śmierć. Człowiek dziedziczy po przodkach śmiertelność, a nie grzech. To śmierć uczyniła zło nieuniknionym i w ten sposób zniszczyła pierwotną naturę człowieka.
Pierwotna natura psychofizycznej całości, jaką jest człowiek, była transcendentna (hyper physin) – nieśmiertelna i wolna. Wolną wolę uważał Cyryl za fundament prawdziwego człowieczeństwa. Determinizm przyrodniczy i społeczny jest skutkiem zepsucia nie tylko ludzkości, ale całego empirycznie poznawalnego wszechświata. Dlatego nie jest możliwe przywrócenie natury ludzkiej do stanu pierwotnego siłami człowieka. Zdaniem Cyryla, wszystkie wysiłki zmierzające do naprawy ludzkości są z góry skazane na niepowodzenie. Ratunek jest możliwy tylko w przypadku, gdy Absolut wkroczy w upadły byt człowieka. Jedynie bowiem Absolut ma moc przywrócenia ludzkości do niezepsutego stanu, w którym każdy człowiek będzie absolutnie wolny i nieśmiertelny.
Pogląd ten Cyryl skrótowo wyraził w tezie, która była fundamentem jego doktryny: tylko Bóg może zbawić człowieka, ponieważ ludzka natura jest niezdolna do przezwyciężenia śmierci.
Z tak skonstruowanej antropologii biskup Aleksandrii wyprowadził własną, oryginalną definicję człowieka, która miała odegrać znaczącą rolę w dalszym rozwoju filozofii. Człowiek, zdaniem Cyryla, to jedyny w czasoprzestrzennej rzeczywistości byt, który ma potencjał do transcendowania. Potencjał ten może zostać wykorzystany do transfiguracji zepsutej ludzkości do stanu pierwotnego. Dlatego Cyryl uważał, że różne naukowe definicje człowieka oddają tylko jego stan zepsuty, innymi słowy są opisem choroby. Człowiek bowiem jest z istoty (ousia) bytem transcendentnym. Przeznaczeniem człowieka jest przejście ze stanu zepsucia do stanu nieskażonego (aphtharsia).

### Ontologia
Ontologia Cyryla była personalistyczna. Zgodnie z późnostarożytnym arystotelizmem, w każdym bycie biskup Aleksandrii rozróżniał istotę i istnienie. Istotę określał terminami ousia (οὐσία) oraz physis (φύσις). Istnienie wyrażał natomiast za pomocą terminów hypostasis (ὑπόστασις), prosopon (πρόσωπον) oraz energeia (ενέργεια). Słownictwo to zapożyczył Cyryl z pism Arystotelesa, Atanazego i Kapadocjan, ale nadawał mu przeważnie nieco odmienne, własne znaczenie.
Ousia oznaczała dla biskupa Aleksandrii istotę, substancję, podłożę istnienia bytu. Cyryl stosował ten termin w znaczeniu arystotelesowskim, czyli dla zdefiniowania tego, co w każdym bycie jest uniwersalne, powszechne. Natomiast physis (natura) to ousia przejawiająca się fizycznie w empirycznym wszechświecie. Ponieważ nie każda ousia manifestuje się fizycznie, to ousia i physis nie były dla biskupa Aleksandrii synonimami. Byt – twierdził – posiada tylko jedną ousia, a gdy manifestuje się fizycznie, tylko jedną physis. Nie mogą się one łączyć lub mieszać z inną ousia lub physis.
Przez hypostasis (hipostazę) rozumiał Cyryl samoistne, świadome, niepowtarzalne i rzeczywiste istnienie. Dosłownie znaczyło to pojęcie fundament istnienia bytu. Każdy byt, mimo że ma zawsze tylko jedną ousia, może istnieć w jednej lub w wielu hipostazach. Byt istniejący w wielu hipostazach jest homoousios (współistotny, konsubstancjalny), bowiem wszystkie hipostazy takiego bytu mają tę samą ousia. Natomiast prosopon (persona, osoba) to fizyczny sposób, w jaki dana hipostaza przejawia się w empirycznym wszechświecie. Przez termin energeia (energia, wola) oddawał Cyryl działanie bytu, czyli aktualizowaną w empirycznej rzeczywistości wolę hipostazy. Źródłem energii dla takiego działania nie jest jednak hipostaza, ale ousia.
Rozróżnienie między istotą a istnieniem stosował Cyryl do wszystkich bytów, także Absolutu. Odrzucał tym samym dominującą w arystotelizmie tezę, zgodnie z którą Absolut jest prostą esencją, w której nie ma rozróżnienia pomiędzy istotą a istnieniem. Ontologicznie Absolut jest hyperousios (transcendentny). Dlatego, według Cyryla, substancja Boga jest ontologicznie różna od jego woli.
Odmawiając zredukowania Boga do prostej esencji, Cyryl głosił pełną realność osobową Absolutu. Bóg jest więc zarówno istotą, istnieniem, jak i hipostazą. Oprócz Absolutu, tylko w człowieku występują razem te trzy składniki egzystencji. O ile jednak na człowieka składają się jedna natura, jedna wola i jedna hipostaza, to w Absolucie występują jedna natura, jedna wola i trzy hipostazy.
Najbardziej oryginalnym i nowatorskim elementem ontologii Cyryla było twierdzenie, że istota bytu (ousia, physis) może ulec zmianie. Taką istotową zmianę w bycie określał Cyryl terminem kath’ hypostasin (καθ ̓ ὑπόστασιν). Pojęcie to oznaczało zmianę fundamentalną, istotną. Ten cyrylijski termin miał odegrać dużą rolę w dalszym rozwoju filozofii i teologii. Zmiana istoty bytu nie odbywa się przez połączenie lub zmieszanie z istotą innego bytu, ale przez przejęcie niektórych właściwości innego bytu. Tak rozumiany proces transformacji, Cyryl określał terminem henosis kath’ hypostasin (ἕνωσις καθ ̓ ὑπόστασιν), czyli unią fundamentalną, hipostatyczną.

### Epistemologia
Skoro istotą Absolutu jest hyperousia, to – jak pisał Cyryl – nie można jej oddać w słowach i zrozumieć w najpełniejszej możliwej formie. Ponieważ ludzki umysł i język są zepsute, można zaledwie stwierdzić fakt (ὄτι), że Absolut istnieje, ale nie można wyjaśnić, w jaki sposób (πῶς) istnieje. Człowiek jest zdolny jedynie poznać wolę Boga, wyrażaną poprzez jej działania i efekty tych działań. Język naukowy i różne systemy filozoficzne, zwłaszcza neoplatońskie, wiązały się dla Cyryla z nieuprawnioną tendencją do umieszczania ludzkiego rozumowania na temat tego, jaki musi być Absolut, ponad przesłaniem Biblii i kerygmatu Kościoła.
Cyryl dowodził, że formułowane w ludzkim języku nazwy nie mogą być podstawą do dokładnego zdefiniowania istoty (ousia, physis) żadnego bytu. Definicje przez negacje nie mają natomiast bezpośredniego związku z tym, co definiują. Ludzki język jest w stanie opisać jedynie działania (energie) poszczególnych bytów. Jak to uzasadnił w Thesaurusie: Ludzka inteligencja jest bowiem bardzo słaba lub raczej całkowicie bezsilna, a jeśli chodzi o sam język, to jest on niedoskonały i ma już trudności z wyrażeniem tego, co jest w naszym zasięgu.
Bez względu na to, jak precyzyjne zastosuje się pojęcia i argumenty, są one nieadekwatne do obiektywnej rzeczywistości. Dlatego Cyryl używał wielu metafor w celu objaśnienia jednego abstrakcyjnego pojęcia. Jego zdaniem można próbować zdefiniować istotę każdego bytu, opisując różne odrębne cechy tego bytu metaforycznie, za pomocą analogii: tak jak zapracowana pszczoła buduje słodkie plastry miodu. Według Cyryla literacki język figuratywny najlepiej opisuje rzeczywistość. Z jego pomocą można zbudować syntetyczną definicję zawierającą w sobie różnorodne podejścia, które korygują się nawzajem lub potwierdzają. Tę kumulatywną metodę częściowych podejść uważa się za kluczową cechę cyrilijskiej filozofii, teologii, a zwłaszcza egzegezy.

### Trynitaryzm
Na swojej ontologii i epistemologii Cyryl oparł twierdzenie doktrynalne, zgodnie z którym fundamentem chrześcijańskiego monoteizmu jest fakt istnienia jednego Boga w trzech hipostazach. Jak pisał: Trójca Święta jest współistotna i jest jednym Bogiem.
Objaśniał tę tezę kumulatywnie, w oparciu o interpretację różnych tekstów biblijnych. Najczęściej posługiwał się egzegezą Listu do Efezjan (2, 18): ponieważ Absolut jest jedną substancją i jedną energią w trzech hipostazach, można poznać wolę Ojca poprzez działania Syna i Ducha wobec zepsutej ludzkości. Niejednokrotnie zwracał uwagę na znaczenie pierwszej osoby liczby mnogiej w Księdze Rodzaju (Uczyńmy człowieka na nasz obraz) (1, 26) oraz na ukazanie się Boga Abrahamowi w postaci trzech mężczyzn (18, 1-3). W podobny sposób interpretował Księgę Wyjścia, w której Bóg oświadczył Mojżeszowi: Ja jestem tym, który jest (ho on) (3, 14). Imiesłów czasu teraźniejszego czasownika „być” (on), objawiony jako własne imię samego Boga, pozwala – zdaniem Cyryla – zastosować rzeczownik pochodny, ousia, do Absolutu. Jednocześnie biskup Aleksandrii powoływał się na nicejskie wyznanie wiary oraz kerygmat: Kerygmat Kościoła jest prosty. Zostaliśmy ochrzczeni w Ojcu, w Synu i w Duchu Świętym. Wierzymy, że ta Trójca jest współistotna. Czcimy w tej Trójcy jedynego Boga.
Opierając się na siódmym rozdziale Kategorii Arystotelesa, Cyryl dowodził, że Ojciec, Syn i Duch Święty to terminy korelacyjne, opisujące wzajemny stosunek hipostaz Trójcy. Pojęcia Ojciec i Syn są więc analogiami, za pomocą których w ludzkim języku definiuje się Absolut. Analogie te oddają twierdzenie, zgodnie z którym Ojciec jest źródłem (aitia) i zasadą (arche) boskości. Syn i Duch są równie boscy, jednak nie w sposób zewnętrzny (to znaczy nie przez uczestnictwo w czymś poprzedzającym ich), ale wewnętrznie, czyli z istoty (ousia).
Dla Cyryla istnienie całego wszechświata jest wynikiem trynitarnego życia Absolutu: Bóg Ojciec jest z istoty życiem i jako jedyny sprawił, że zajaśniał Syn, który również jest życiem (...). Dlatego Bóg Ojciec ożywia wszystko przez Syna w Duchu Świętym. A wszystko, co istnieje i oddycha na niebie i na ziemi, pochodzi od Boga Ojca przez Syna w Duchu Świętym. Dlatego ani natura aniołów, ani cokolwiek innego, co zostało stworzone, ani nic, co powstało z niebytu, nie posiada życia jako owocu własnej natury. Przeciwnie, życie pochodzi z ousia Trójcy.
Doktryna Trójcy, zdaniem Cyryla, odróżnia chrześcijaństwo od judaizmu. Monoteistyczną teologię i filozofię odrzucającą naukę o trzech hipostazach Boga, zwłaszcza ariańską, uważał biskup Aleksandrii nie za naukę chrześcijańską, ale żydowską. Z drugiej strony Cyryl krytykował ontologię Kapadocjan, zwłaszcza Bazylego z Cezarei, według której Absolut istnieje w poszczególnych osobach. Tezę, że Trójca to nie tylko hipostazy, ale także odrębne osoby, uznawał Cyryl za prowadzącą do tryteizmu.

### Chrystologia

#### Logos

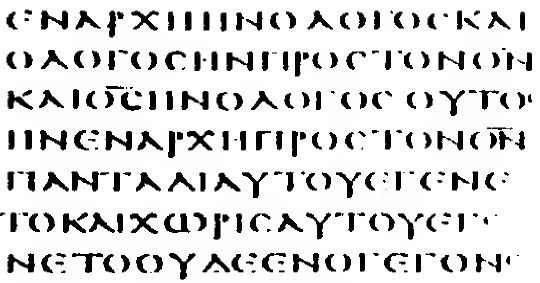
Kodeks Watykański – rękopis Biblii sporządzony najprawdopodobniej w IV wieku w Aleksandrii, przechowywany w Bibliotece Watykańskiej. Przerys początku Ewangelii Jana, tekstu który był podstawą egzegetyczną chrystologii Cyryla: Ἐν ἀρχῇ ἦν ὁ λόγος καὶ ὁ λόγος ἦν πρὸς τὸν θεόν καὶ θεὸς ἦν ὁ λόγος οὗτος ἦν ἐν ἀρχῇ πρὸς τὸν θεόν πάντα δι᾽ αὐτοῦ ἐγένετο καὶ χωρὶς αὐτοῦ ἐγένετο οὐδὲ ἕν ὃ γέγονεν. W tłumaczeniu Biblii Tysiąclecia: Na początku było Słowo, a Słowo było u Boga, i Bogiem było Słowo. Ono było na początku u Boga. Wszystko przez Nie się stało, a bez Niego nic się nie stało, co się stało

Centralnym punktem cyrilijskiej filozofii i teologii była chrystologia, którą biskup Aleksandrii nazywał doktryną Logosu. Doktryna ta opierała się na założeniu, że druga hipostaza Boga bezpośrednio zaangażowała się w wydarzenia, których celem jest przywrócenie ludzkości do stanu pierwotnego. Wynikający z tego zaangażowania proces, odbywający się w czasoprzestrzeni, nazywał Cyryl zarządzaniem historią, bożą ekonomią (oikonomia).
Chrystologia była więc dla Cyryla nauką o tym, co Syn Boży robi dla zbawienia ludzkości. Skoro Logos jest hipostazą Absolutu, to historia Jezusa jest niczym innym jak opowieścią o jedynym Bogu. W tym sensie biskup Aleksandrii uważał, że cała teologia zawiera się w chrystologii. Ponieważ Syn – pisał Cyryl – pochodzi od (ek) Ojca, to znaczy z istoty Ojca, pojmujemy Go jako wychodzącego z Ojca w sposób niewypowiedziany i trwającego w Ojcu.
Według Cyryla Logos istnieje w dwóch formach, postaciach (morphe). Pierwsza forma jest naga (gymnos), to znaczy bezcielesna, istniejąca poza czasem i przestrzenią, zrodzona z Boga Ojca. Druga forma jest wcielona (sesarkomene), to znaczy ludzka, istniejąca w czasoprzestrzeni, zrodzona z Marii. Uzasadniając to twierdzenie biskup Aleksandrii posługiwał się najczęściej Listem do Filipian (2, 6–11). W ten sposób Cyryl wyjaśniał zbiór paradoksów dotyczących Chrystusa. Ponieważ Logos istnieje w dwóch formach, jest jednocześnie widzialny i niewidzialny, niepodlegający cierpieniu i podlegający cierpieniu, zmienny i niezmienny itp. Wykorzystywanie tych paradoksów było cechą charakterystyczną retoryki Cyryla.
Istotę swojej chrystologii Cyryl wyraził w tezie doktrynalnej, zgodnie z którą historyczny Jezus z Nazaretu jest Bogiem w ludzkim ciele. Jezus to Logos – hipostaza Absolutu, która urodziła się, żyła, umarła i zmartwychwstała w ciele. Logos transformował się i przeżył pełne, realne ludzkie życie w czasoprzestrzeni. Dzięki temu dokonał ontologicznej rekonstrukcji zepsutej natury człowieka i przywrócił ją do stanu pierwotnego. Był to całkowicie wolny akt bożej mocy, uczyniony dla dobra ludzkości.
Dla Cyryla Jezus z Nazaretu nie jest więc ontologicznie człowiekiem, bowiem człowieczeństwo Jezusa nigdy nie istniało samo w sobie (idikos), czyli nie było bytem lub hipostazą. Ten element chrystologii Cyryla określa się zazwyczaj jako doktrynę nie-hipostazy, bądź też doktrynę osobistego przyjęcia przez Boga ludzkiego życia. Człowieczeństwo Jezusa istniało realnie w jego  naturze, było indywidualne i konkretne, ale zostało inhipostazowane w Absolucie. Jak to ujął Cyryl: to nie był zwykły człowiek, którego Bóg Ojciec oddał za nas, wyniesionego do rangi pośrednika, cieszącego się chwałą przybranego Syna i czczonego ustawicznie z Nim – ale był to Ten, który przewyższa wszelkie stworzenie, Słowo zrodzone z Jego własnej istoty, tak że można było Go uważać za w pełni wystarczający ekwiwalent za życie wszystkich. Właśnie dlatego, że Jezus jest Bogiem, a nie człowiekiem, to jego narodziny, życie i śmierć w ciele, doprowadziły do odkupienia całego wszechświata (aksiochreos he lytrosis tou kosmou pantos).

#### Wcielenie
Według Cyryla, w momencie wcielenia, czyli poczęcia w łonie Marii, Logos przyjął (oikesis) ludzką, zepsutą naturę (physis), składającą się z ciała i duszy. Jednakże Logos po wcieleniu pozostaje tym samym Logosem, którym był przed wcieleniem. Zarówno przed, jak i po wcieleniu, jest tą samą hipostazą Absolutu. Jak to ujął Cyryl: w momencie wcielenia stało się to, że istniejąc nadal wiecznie w formie Boga, przybrał nadto formę (morphe) sługi. Syn, który jest współistotny (homousios) Ojcu, jest więc tym samym Synem, który narodził się z Marii. Jedyną różnicą jest fakt, że Bóg, który istnieje poza ciałem (asarkos), stał się także ucieleśniony (ensomatos).
Natura wcielonego Logosu nie jest więc naturą należącą do człowieka. Jest to natura Słowa, w której Syn Boży żyje w czasoprzestrzeni jako człowiek. Logos przyjął ludzkie ciało jako instrument (organon), czyniąc je swoim własnym ciałem (idion). Podczas wcielenia, jak twierdził Cyryl: Nie urodził się najpierw ze świętej Dziewicy zwykły człowiek, w którego by potem wstąpiło Słowo, lecz już w łonie matki Logos zjednoczył się z ciałem i poddał się narodzinom cielesnym, przyjmując jako własne narodziny swego ciała.
W momencie wcielenia Logos przebóstwił (theosis) swoją własną, zepsutą ludzką naturę. W ten sposób Bóg rozpoczął przywracanie ludzkiej natury do stanu pierwotnego. Czy nie jest rzeczą najbardziej widoczną – pisał Cyryl – że Jednorodzony stał się takim, jak my, to jest całkowitym człowiekiem, po to, aby uwolnić nasze ziemskie ciało od zepsucia, które je dotknęło? To jest powód, dla którego On raczył stać się identyczny z nami przez tajemnicę zjednoczenia i wziął ludzką duszę czyniąc ją przez to zdolną do przezwyciężenia grzechu, zabarwiając ją niejako domieszką własnej nieśmiertelności. Przyjęcie przez Logos ludzkiej natury rozpoczęło dynamiczny proces, który umożliwił zbawienie ludzkości. Gdyby Logos nie narodził się, tak jak my, według ciała – twierdził Cyryl – i gdyby nie przeżył takiego samego życia jak my, to nie uwolniłby ludzkiej natury od zepsucia, które odziedziczyliśmy po Adamie, ani nie odwróciłby gnicia naszych ciał.

#### Jedna natura Chrystusa
Wcielony Logos – jak podkreślał Cyryl – ma tylko jedną naturę (mia physis). Jest to deifikowana (przebóstwiona) natura ludzka. Byt może mieć bowiem tylko jedną naturę. Tezę tę uzasadniał Cyryl najczęściej w oparciu o Ewangelię Jana (1,14): Pismo nie mówi, że Słowo zjednoczyło się z osobą człowieka, lecz że stało się ciałem. Stwierdzenie, że Słowo stało się ciałem, nie znaczy nic innego, jak tylko to, że podobnie jak my miało udział w ciele i krwi, że nasze ciało uczyniło swoim własnym ciałem i jako człowiek narodziło się z niewiasty, lecz nie przestało być Bogiem i nie odrzuciło narodzin z Boga Ojca, lecz przyjmując ciało pozostało, kim było wcześniej.
Swoją chrystologię podsumował Cyryl w tezie, zgodnie z którą istnieje tylko jedna natura, i to wcielona, boskiego Słowa (μία φύσις τοῦ θεοῦ λόγου σεσαρκωμένη; mia physis tou theou logou sesarkomene). Jezus Chrystus jest Bogiem w każdym aspekcie swojej tożsamości, gdyż jest jedną hipostazą wcielonego Słowa bożego (μία ὑπόστᾰσις τοῦ θεοῦ λόγου σεσαρκωμένη; mia hypostasis tou theou logou sesarkomene). Dla Cyryla Jezus z Nazaretu jest ontologiczną jednością – z istoty (ousia) to hipostaza Absolutu, natomiast poprzez swoją wcieloną naturę (physis) żyje w czasoprzestrzeni jako kompletny i autentyczny człowiek.
Dlatego, zdaniem Cyryla, jedynym podmiotem życia Jezusa jest wcielony Logos. Takich atrybutów, jak niewiedza i strach, okazywane przez Chrystusa, nie można przypisać wyłącznie ludzkiej naturze. Wszystkie atrybuty Jezusa odnoszą się do jednej wcielonej boskiej hipostazy, która dokonała odkupienia wszechświata.
Chrystus jest więc dla Cyryla całkowitą jednością w każdym aspekcie – jest jednym bytem, jedną osobą, jedną istotą, jedną duszą, jednym ciałem, jedną naturą, jedną rzeczywistością. Posiada też jedną, boską tożsamość. Jest jedynym Bogiem w jedynym wcieleniu, który urodził się, cierpiał, umarł i zmartwychwstał. Cyryl uzasadniał tę tezę kumulatywnie, opierając się na wielu fragmentach Pisma Świętego: Przecież wszystkie opowieści zawarte w Ewangeliach dotyczą jednej i zawsze tej samej osoby, mianowicie jednego wcielonego Słowa. Jak podkreślił w anatematyzmacie: Jeśli ktoś nie wyznaje, że Logos Boga Ojca został złączony z ciałem substancjalnie i że jeden jest Chrystus we własnym ciele, a mianowicie że ten sam jest jednocześnie Bogiem i człowiekiem – niech będzie wyłączony ze społeczności wiernych. Albowiem: Chrystus miał w sobie jedną, ludzką, całą naturę (ὅλη ή φύσις). Dzięki temu mógł tę naturę naprawić poprzez przekształcenie jej z powrotem do stanu pierwotnego.

#### Paradoks śmierci na krzyżu
Zdaniem biskupa Aleksandrii, Logos w formie wcielonej stał się słaby, bezbronny, podatny na cierpienie i śmiertelny. Stopniowo też wzrastał w ciele i w duszy. Jezus postępował w mądrości nie jako człowiek, lecz jako wcielony Bóg. To wcielony Logos łaknął w ciele, nie wiedział różnych rzeczy w ciele, czy też cierpiał w ciele. Bóg bowiem pozostaje Bogiem, nawet gdy jest widziany w ciele i bywa zmęczony podróżą. Dla Cyryla ludzkie ograniczenia wcielonego Logosu były, paradoksalnie, manifestacją mocy Boga. Właśnie dlatego – pisał Cyryl – Logos stał się przykładem (epitome) dla nas, że istniejąc w formie wcielonej, a nie bezcielesnej, nie przekraczał granic człowieczeństwa. Wydawało się, że sam potrzebował wybawiciela, wznosił modlitwy, płakał, był posłuszny – jednocześnie wszak pozostawał wszechmocnym Synem Bożym.
Według Cyryla, Logos cierpiał w ciele, aby uwolnić naturę każdego człowieka od zepsucia – to znaczy uczynić tę naturę absolutnie wolną i nieśmiertelną. Dlatego biskup Aleksandrii uważał, że wcielenie i śmierć Chrystusa na krzyżu są wydarzeniami ściśle powiązanymi. Jak pisał: Logos, dzięki wcieleniu, poprzez śmierć zwyciężył śmierć i przywrócił naturę ludzką do stanu transcendentnego. Chociaż jego istota (ousia) jest życiem, stał się martwy. W ten sposób zniszczył w swojej ludzkiej naturze (physis) moc śmierci i mógł tę naturę ukształtować na nowo w swoim wcielonym życiu.
Chrystus cierpiał i umarł na krzyżu nie jako człowiek, ale jako wcielony Logos. Zwyciężył śmierć nie jako narzędzie Boga, ale jako Bóg. Nie Bóg poprzez zewnętrzną relację z Bogiem Ojcem, czy też osoba posiadająca natury boską i ludzką, ale jako jedyny Bóg, Stworzyciel nieba i ziemi. Precyzując to twierdzenie, biskup Aleksandrii dowodził, że na krzyżu Absolut cierpiał we własnym ciele. Cierpienia nie doświadczała istota (ousia) Absolutu, ale wcielona natura (physis) jego drugiej hipostazy. Cyryl uważał, że teza ta wyjaśnia paradoks cierpiącego, empirycznie ludzkiego, ale ontologicznie boskiego Słowa. Ujmował tę tezę często w formułach typu: niewrażliwy cierpiał (apathos epathen), Syn cierpiał nie cierpiąc czy Logos prawdziwie cierpiał w ciele, pozostając wszechmocnym Bogiem. Albowiem na krzyżu cierpiało ciało Logosu, a nie ciało kogoś innego. W kontekście ukrzyżowania Cyryl nie obawiał się używać języka, który wydawał się naukowo niespójny, ale był logiczny w świetle jego ontologii. Twierdził, że odwieczny, wszechmocny, wszechdoskonały, niezmienny i niepodlegający cierpieniu Syn Boży, który jest równy Ojcu pod każdym względem, doświadczył w ciele pełnej rzeczywistości ludzkiego cierpienia i śmierci.
Dla Cyryla cała Biblia, wiara chrześcijańska, chrystologia i teologia, oparte były na tym paradoksie. Swoje poglądy Cyryl podsumował w formule teopasyjnej, zgodnie z którą Jeden z Trójcy Świętej cierpiał w ciele. Akceptacja tej formuły była dla biskupa Aleksandrii miarą ortodoksji chrześcijańskiej. Podkreślił to w słynnym anatematyzmacie, który przez wieki był przedmiotem polemik wśród teologów: Ten, kto nie wyznaje, że Logos cierpiał w ciele i w ciele został ukrzyżowany oraz że doznał śmierci, stając się pierworodnym z umarłych, a dzięki temu jako Bóg jest życiem i ożywicielem – niech będzie wyłączony ze społeczności wiernych.

### Mariologia

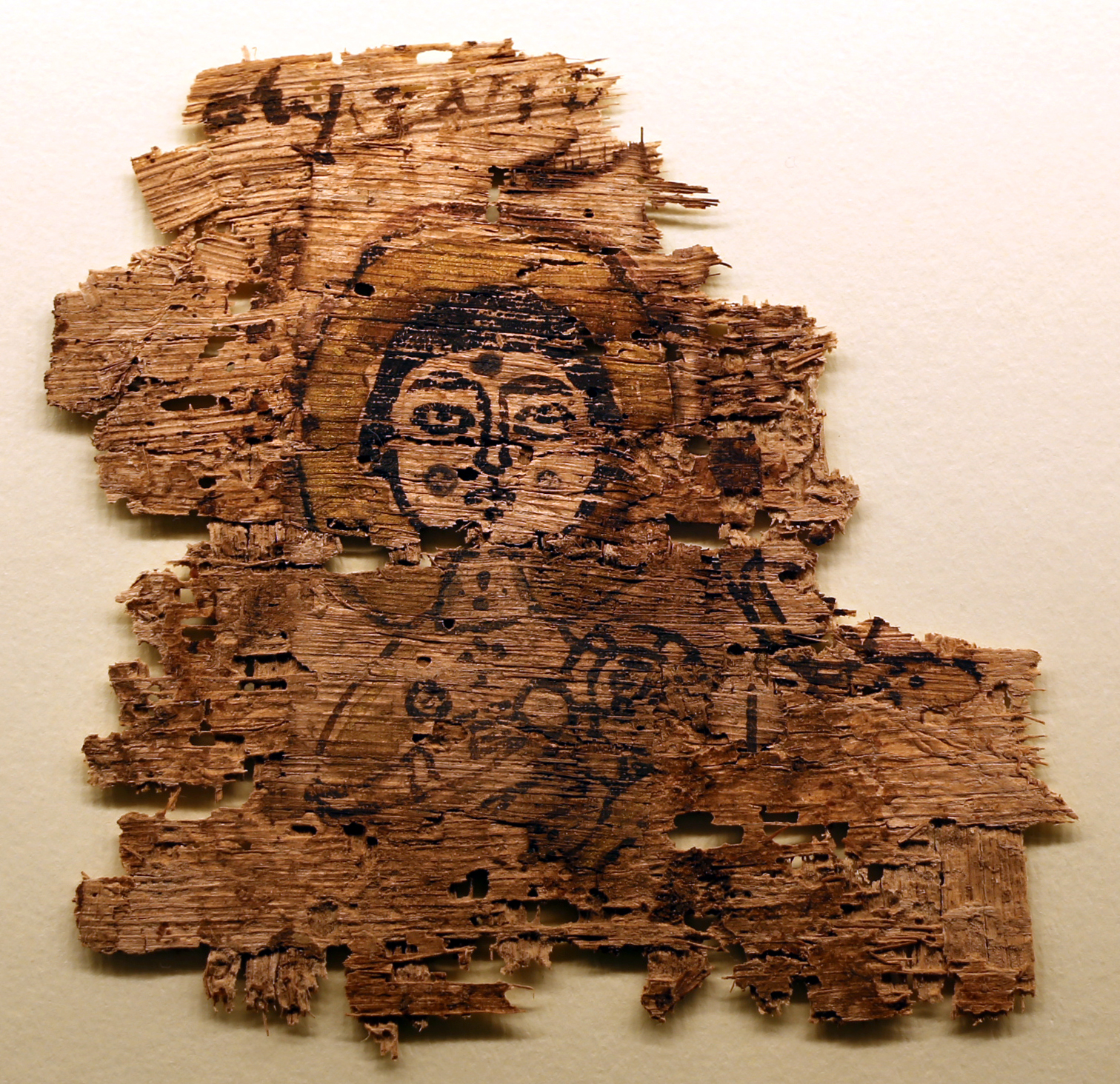
Zachowany fragment egipskiego papirusu z wizerunkiem karmiącej Marii (Theotokos galaktotrophousa). Datowany na V wiek. Przechowywany w klasztorze świętej Katarzyny na Synaju

Chrystologia biskupa Aleksandrii, konstatująca ontologiczną tożsamość Jezusa z Absolutem, była fundamentem jego mariologii. Według Cyryla, ponieważ kobieta zawsze jest matką kogoś, a nie czegoś, Maria nie mogła począć i urodzić tylko natury (physis) Logosu. Twierdzenie, że Maria jest matką wyłącznie ciała Jezusa, uważał Cyryl za absurdalne.
Skoro Jezus nie jest ontologicznie człowiekiem, gdyż nie posiada ludzkiej hipostazy, to Maria musi być matką wcielonego Logosu. Wszystkie hipostazy Absolutu są współistotne (homousios), dlatego dla Cyryla Maria jest w sensie ontologicznym matką Boga (theotokos). Jak Bóg mógł stać się ciałem – pisał – gdyby nie urodził się z kobiety? Egzystencja cielesna nie mogła zostać zainicjowana w inny sposób. Natura stworzyła prawa, które nami rządzą. A raczej Stwórca przyrody jest autorem tych praw. Bóg działa poprzez to, co jest odpowiednie do natury: nie narusza praw, które sam ustanowił.
Cyryl nie uważał, że Maria została obdarzona nadnaturalnymi cechami. Przypisywał jej nie tylko grzeszność, ale nawet braki w wierze. W ten sposób interpretował, na przykład, scenę pod krzyżem z Ewangelii Jana (19, 25-27). Znaczenie Marii upatrywał Cyryl w tym, że była ona – jak to ujął metaforycznie – drabiną, po której sam Bóg zstąpił z nieba.
Maria była dla Cyryla kluczowym elementem historii upadku i zbawienia człowieka. Bez jej zgody na poczęcie i urodzenie Jezusa, Logos nie zostałby ucieleśniony i nie przywróciłby natury ludzkiej do stanu pierwotnego. Dlatego tak ważny był dla Cyryla termin theotokos. To jedno słowo zawiera w sobie – jego zdaniem – cały plan zbawienia ludzkości. Kwestionowanie bożego macierzyństwa Marii było dla biskupa Aleksandrii kwestionowaniem faktu odkupienia człowieka i uderzeniem w samo jądro doktryny chrześcijańskiej.
Swoje stanowisko podkreślił Cyryl w najważniejszym z anatematyzmatów: Jeśli ktoś nie wyznaje, że Emmanuel jest prawdziwym Bogiem i dlatego święta Dziewica jest Bogarodzicą (zrodziła bowiem cieleśnie Słowo będące z Boga, które stało się ciałem) – niech będzie wyklęty.

### Pneumatologia
Zdaniem biskupa Aleksandrii Duch Święty jest z istoty boski nie dzięki relacji z Synem, ale pochodzeniu od Ojca. W ten sam sposób jak Syna – pisał Cyryl – pojmujemy Ducha Świętego. Jest On także od (ek) Ojca. Jest prawdziwie Bogiem, bowiem w żaden sposób nie jest oddzielony od swojej istoty. Raczej wychodzi z Ojca, trwa w Ojcu na wieki i jest dostarczany świętym przez Chrystusa. Albowiem wszystko dzieje się przez Chrystusa w Duchu Świętym.
Według Cyryla chociaż Duch Święty pochodzi wyłącznie od Ojca, to nie jest drugim synem, gdyż istnieje wewnątrz Ojca i Syna (idion), a nie na zewnątrz (ouk exothen). Jest współistotny Ojcu i Synowi, dlatego wylewa się z ich obu (ex amfoin) – to znaczy, jak uściślał Cyryl: z Ojca przez Syna.
Jako idion Ojca i Syna, Duch Święty po pierwsze umożliwia człowiekowi poznanie Boga, a po drugie życie w Bogu. Nie czyni tego w oderwaniu od pozostałych dwóch hipostaz, ale jego rola wobec wierzących jest – jak to ujął Cyryl – szczególnie intymna. Jako ostatnia w kolejności hipostaza Absolutu, jest inicjatorem powrotu ludzkości do Boga. Podczas chrztu przebudowuje człowieka – jednak nie na swój obraz, ale na obraz Syna. W praktyce życia chrześcijańskiego przebóstwia (theosis) człowieka, umożliwiając mu udział w boskim życiu Chrystusa. Procesu tego nie rozumiał Cyryl w sensie mechanicznym, ale w sensie przemiany duchowej: Syn nie zmienia bezpośrednio najmniejszej rzeczy należącej do stworzonego porządku. Natomiast ci, którzy poddają się działaniu Ducha Świętego, przyjmują w ten sposób naturę Syna, duchowe podobieństwo do Niego; oświetla ich piękno niewysłowionego bóstwa.
Sposób egzystencji i działania Ducha Świętego jest trudny do naukowego opisania. Jednak to właśnie w Duchu – jak podkreślał Cyryl – natura poszczególnych ludzi jest przywracana do stanu pierwotnego.

### Soteriologia
Nauka Cyryla o uświęceniu ciała i obecności Ducha Świętego w duszach jest uważana za twórcze podsumowanie starożytnej teologii deifikacji (teopojezy, przebóstwienia). Zdaniem wielu nowożytnych badaczy, soteriologia biskupa Aleksandrii jest pierwszą w pełni dojrzałą doktryną soteriologiczną w dziejach myśli chrześcijańskiej.
Soteriologia Cyryla oparta była na tezie o ontologicznej jedności ludzkości. Interpretując Księgę Rodzaju i Ewangelię Jana (17, 22) Cyryl twierdził, że transcendentna ludzkość była, podobnie jak Absolut, jednym bytem w wielu hipostazach. Została bowiem stworzona na podobieństwo Boga. Chociaż w upadłym świecie każdy człowiek jest odrębnym bytem w pojedynczej hipostazie, to istnieje równocześnie jako obraz wszystkich trzech boskich hipostaz jednocześnie. Dlatego zbawienie ludzkości polega na powrocie do jedności, rozumianej nie tylko moralnie, ale także ontologicznie: Syn z samej swej natury jest jednym z Ojcem; jest w Ojcu, a Ojciec jest w nim. Podobnie my, przyjmując wiarę w niego, jesteśmy zjednoczeni ze sobą fizycznie i duchowo.
Cyryl pojmował zbawienie jako proces deifikacji (theopoiesis) duszy i ciała. Logos w formie wcielonej stał się przykładem (epitome) tego, czym jest prawdziwe człowieczeństwo i rozpoczął transfigurację zepsutej ludzkości do stanu pierwotnego, w którym ludzie są nieśmiertelni, wolni i zjednoczeni z Bogiem. Proces ten nie ma charakteru wyłącznie indywidualnego. Dotyczy ludzkości jako całości. Wszyscy, którzy otrzymują Ducha, są związani z Chrystusem jako nowa rasa, nowa ludzkość, nowe ciało.
Dlatego źródłem i środkiem zbawienia, czyli deifikacji człowieka, jest wcielony Logos. Jak twierdził Cyryl: Chrystus jest dla nas wzorem (typos) i początkiem (arche) i obrazem (eikon) boskiego sposobu życia, albowiem jasno pokazał, jak i w jaki sposób wypada nam żyć. W swojej wcielonej naturze Chrystus przywrócił człowieczeństwo do stanu pierwotnego – tak w aspekcie cielesnym, jak i duchowym. A jak Syn odnowił ludzkość? Zwyciężając śmierć przez śmierć Jego świętego ciała i podniesienie rodzaju ludzkiego do nieskażoności – twierdził Cyryl. Bo Chrystus zmartwychwstał dla nas. To ten, który był Stwórcą naszej natury na początku i który zapieczętował nas Duchem Świętym, Zbawiciel, ponownie udziela nam Ducha poprzez widzialne tchnienie na świętych uczniów, jako pierwociny naszej odnowionej natury. (...) I tak jak człowiek został niegdyś ukształtowany na obraz swego Stwórcy, tak i teraz, poprzez udział w Duchu, przemienia się na podobieństwo swego Stwórcy.
Zbawienie ma więc dla Cyryla dwa aspekty – cielesny (somatikos) i duchowy (pneumatikos). W aspekcie cielesnym człowiek zostaje zbawiony poprzez zjednoczenie z ciałem Logosu. Abyśmy mogli zjednoczyć się z Bogiem i ze sobą nawzajem  – pisał Cyryl –  abyśmy byli połączeni w jedno (chociaż różnimy się indywidualnie w naszych duszach i ciałach), Jednorodzony łączy tych, którzy w Niego wierzą, w jedno ciało – to znaczy własne ciało. W ten sposób stajemy się jednym ciałem z wcielonym Logosem i ze sobą nawzajem. W aspekcie duchowym zbawienie polega na zjednoczeniu duszy z Duchem Świętym. Jak twierdził Cyryl: Otrzymawszy jednego i tego samego Ducha jesteśmy zmieszani w pewien sposób, zarówno ze sobą, jak i z Bogiem. Bo jeśli, chociaż indywidualnie jest nas wielu, Chrystus wylał Ducha swego Ojca, aby mieszkał w nas jako jeden i niepodzielny, to Duch przez swoje działanie wiąże w jedność istnienia dusze, które są odcięte od jedności ze sobą tak daleko, jak ich ciała. (...) Bo tak jak moc ciała Logosu formuje w jedno ciało tych, z którymi się łączy, tak myślę, że w ten sam sposób jeden Duch Boży doprowadza wszystkich do jedności duszy. Opisując ten podwójny tryb, Cyryl dowodził, że dzięki niemu człowiek (rozumiany jako psychofizyczna całość) otrzymuje we wcielonym Logosie pełne lekarstwo na zepsucie. Deifikacja obejmuje więc całą naturę człowieka. Do stanu pierwotnego przywracane są zarówno ciało, jak i dusza.
Deifikacja nie oznacza jednak, że zbawiony człowiek przestaje być człowiekiem. Nawet jeśli dla biskupa Aleksandrii zjednoczenie z Bogiem przywraca człowiekowi właściwości transcendentne (hyper physin), czyli nieśmiertelność i wolność, to właściwości te nie są ponadludzkie (hyper anthropos). Według Cyryla, nawet zjednoczeni z Bogiem, ludzie pozostają ludźmi, tyle że przywróconymi do pierwotnego, niezepsutego stanu.

### Egzegeza

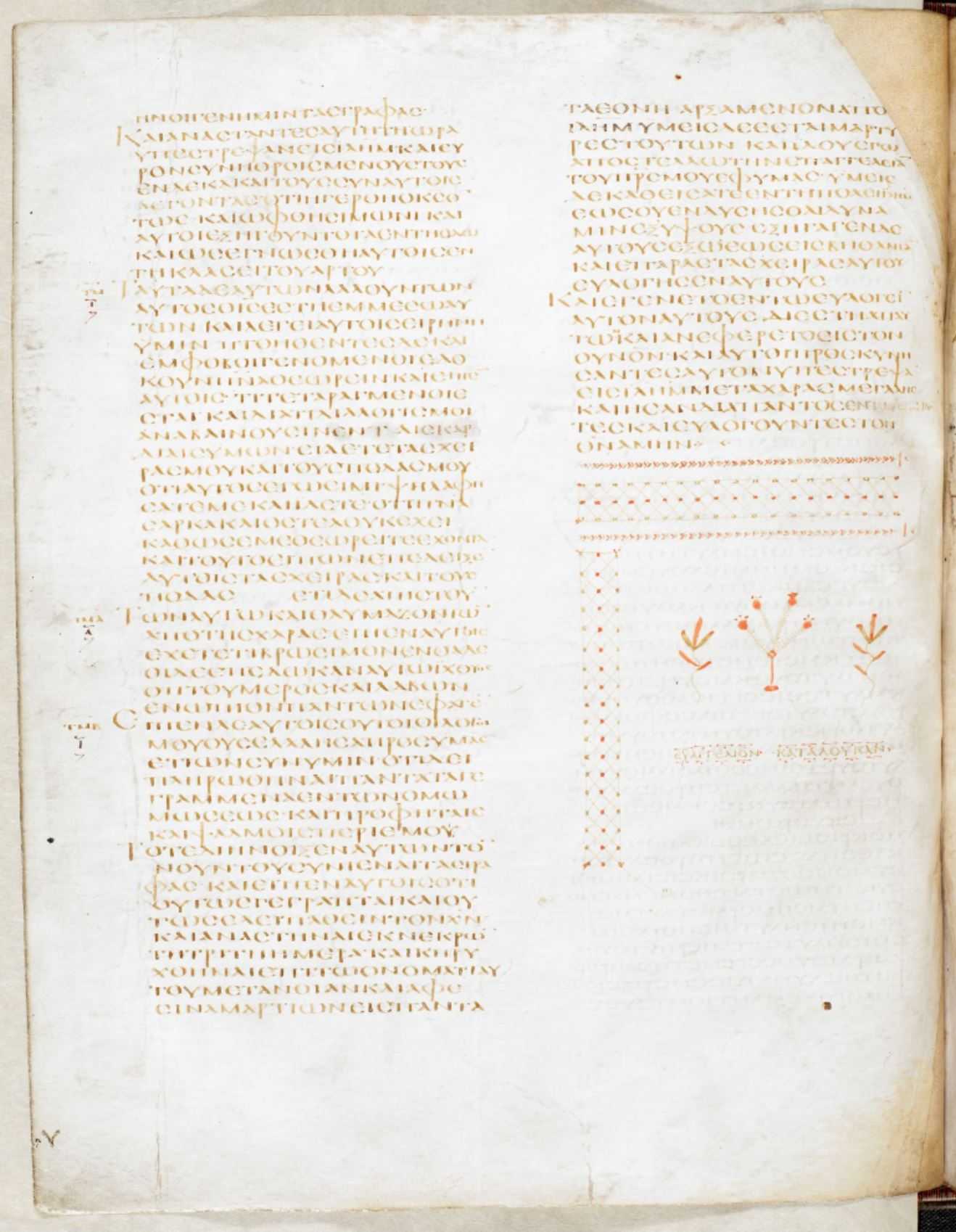
Kodeks Aleksandryjski – rękopis Biblii, sporządzony w końcu IV lub pierwszej połowie V wieku w Egipcie. Folio 41v. Zakończenie Ewangelii Łukasza. Przechowywany w British Library

Pismo Święte Cyryl uważał za niepodzielną, spójną całość. Cała Biblia to jedna księga, przez którą mówi jeden Duch Święty – twierdził. Zdaniem biskupa Aleksandrii, spójność ksiąg Starego i Nowego Testamentu wynika z faktu, że ich bohaterem jest Chrystus, a tematem upadek i zbawienie człowieka. Jednakże chociaż Biblia została napisana w celu (skopos) przekazania chrześcijańskiej doktryny wiary, to doktryna ta nie została wyrażona wprost.
Dla Cyryla w literackim języku Biblii, a także w jej gatunkach literackich i figurach stylistycznych, przez wieki przekazywano tajemnicę upadku i zbawienia człowieka. Tajemnica ta obejmowała każdy aspekt boskiego zarządzania historią (oikonomia). Właściwe znaczenie Pisma Świętego, zdaniem Cyryla, wynika więc z nadrzędnego dramatu (misterion), którego dzieje opowiada tekst.
Cyryl uważał za herezję odrzucenie literackiej interpretacji Biblii i zastąpienie jej dosłownym rozumieniem tekstu. Duch Święty użył języka figuratywnego, gdyż ani język naukowy, ani codzienna ludzka mowa, nie posiadały odpowiednich struktur semantycznych oraz pojęć, które pozwoliłyby wyrazić wprost obiektywną prawdę. Zadanie egzegety polega na przekształceniu biblijnych przekazów, zawierających zagadki (ainigmata), cienie (skiai) i typy (typoi), w jasne wyjaśnienie tajemnicy upadku i zbawienia człowieka.
Według Cyryla, właściwe wyjaśnienie tajemnic ukrytych w enigmach, cieniach i typach wymaga szczególnej staranności, to znaczy oparcia pracy egzegety na kerygmacie Kościoła (zwłaszcza na przekazanych przez Chrystusa formule chrzcielnej i modlitwach) oraz wyznaniu wiary uzgodnionym na soborze nicejskim. Dlatego Cyryl podkreślał ciągłość narracji, która łączy Biblię, kerygmat i credo z Nicei. Interpretowane łącznie, przekazują one pełną doktrynę o Chrystusie i historii zbawienia człowieka. Cyryl osobiście nadzorował rozsyłanie dokumentów nicejskich, odnalezionych w aleksandryjskich archiwach, do innych Kościołów w Cesarstwie Rzymskim. Jak twierdził: żadne wyznanie nie może się równać temu z Nicei.
Podstawą techniki interpretacyjnej Pisma Świętego była dla Cyryla zasada, że każdy fragment tekstu należy umieścić w narracji (prothesis) opowiadającej o upadku ludzkości, wcieleniu Logosu i zbawieniu człowieka. Narracja ta nie była jednak dla Cyryla relacją o wydarzeniach minionych. Jednym ze skutków upadku człowieka jest – zdaniem biskupa Aleksandrii – subiektywna, linearna koncepcja czasu. Ponieważ transcendentna rzeczywistość nie podlega zmianom, Cyryl pojmował czas obiektywny jako zjawisko koliste, obiegające dzieje empirycznego wszechświata do przodu i do tyłu. Cała historia upadku, wcielenia i zbawienia dzieje się w teraźniejszości poprzez mimesis i powtórzenie. Upadek człowieka, jego odkupienie i zbawienie są wydarzeniami ciągle odtwarzanymi, gdyż przeszłe, obecne i przyszłe wydarzenia odbywają się równocześnie.
Cyryl uważał szczegółowe badania historyczno-literackie tekstu tylko za wstęp do właściwej egzegezy. Biblia była dla niego księgą żywą, opowiadającą o teraźniejszości i zawierającą przesłanie skierowane ku współczesnemu człowiekowi. Dlatego wyróżniał w tekście biblijnym dwie warstwy znaczeniowe. Pierwszą warstwę nazywał historia. Rozumiał przez nią literalne, czyli historyczne znaczenie tekstu. Druga warstwa, którą określał mianem theoria, zawiera znaczenie właściwe, odnoszące się do upadku ludzkości, wcielenia Logosu i zbawienia człowieka. Jak to ujął w Glaphyrze: Najpierw, jako wprowadzenie, przedstawiamy opisane wydarzenia, aby wyjaśnić znaczenie dosłowne. Następnie za pomocą typów i prefiguracji zmieniamy narrację i nadajemy jej interpretację, która ma na celu wyjaśnienie tajemnicy Chrystusa, albowiem w rzeczywistości końcem prawa i proroków jest Chrystus.

## Dzieła
Cyryl pisał w języku greckim, ale część jego prac przetrwała jedynie w tłumaczeniach koptyjskich, ormiańskich lub syryjskich. Fragmenty kilku tekstów Cyryla, skądinąd nieznanych, zachowały się w językach arabskim i gyyz. Większość dzieł Cyryla nie została wydana. Niewielką część jego prac przetłumaczono na języki nowożytne. Język, jakim posługiwał się Cyryl, jest współcześnie określany jako dialekt aleksandryjski języka greckiego, używany także przez innych pisarzy egipskich V wieku. Charakteryzował się on wpływami języka koptyjskiego i dialektu atttyckiego. Kpiny z aleksandryjskiego sposobu posługiwania się greką występują często w dziełach pisarzy V wieku z Konstantynopola, którzy starali się wykazać intelektualną wyższość stolicy nad egipską prowincją.
Ponad 70% z wszystkich zachowanych dzieł Cyryla to prace biblistyczne, głównie komentarze do Pisma Świętego. Sam Cyryl uważał się za egzegetę, a prace filozoficzne i teologiczne – jak twierdził – pisał jedynie powodowany bieżącymi potrzebami. Dlatego jego dzieła filozoficzne i teologiczne są ściśle powiązane treściowo z egzegetycznymi. Nigdy też nie zmienił swoich poglądów naukowych, ukształtowanych w młodości. Stąd wszystkie jego prace, zarówno te z początku pontyfikatu, jak i te napisane przed śmiercią, tworzą spójną całość. Co prawda po roku 431 szukał sposobów wyrażania poglądów w sposób, które nie zrażałby jego przeciwników, ale nigdy nie miał wątpliwości, co do zasadności doktryny, którą sformułował.
Metoda naukowa, którą stosował w swojej twórczości Cyryl, opierała się na interpretacji pojęć biblijnych w ich bezpośrednim otoczeniu tekstowym, a także w kontekście filozoficznym i teologicznym. Prace Cyryla cechuje precyzyjna terminologia, logiczna argumentacja i umiejętność szerokiego omówienia historii problemu. Rozwlekły styl, jakiego używał Cyryl, służył mu do ścisłego i subtelnego wyrażania złożonej problematyki. Terminologia Cyryla została przejęta przez późniejszych teologów i filozofów chrześcijańskich różnych wyznań. Uważa się ją za klasyczną i ekumeniczną.
Cyrilijski model używania języka religijnego przez wieki wpływał na rozwój chrześcijańskiej liturgii, teologii i biblistyki. Nowożytni badacze uważają, że część modlitw liturgicznych, tradycyjnie przypisywanych Bazylemu i Janowi Chryzostomowi, jest autorstwa Cyryla lub też powstało jako parafrazy jego prac. Cyryl był najprawdopodobniej autorem, na przykład, Cherubikonu (Ty bowiem jesteś Tym, który składa ofiarę i jest ofiarowany, który przyjmuje ją i jest przyjmowany). Duża część chrześcijańskiej poezji późnej starożytności i wczesnego średniowiecza opiera się na parafrazowaniu tekstów biskupa Aleksandrii. Cyrylijska jest przede wszystkim poezja Romana Melodosa. Jego Akatyst jest uważany za zbiór poetycko ułożonych fraz z dzieł z Cyryla. Poezja ta wpłynęła na treść i formę nowożytnej hymnografii wielu wyznań chrześcijańskich.
W pierwszych latach rządów biskupich, przed rokiem 417, powstały najstarsze zachowane dzieła Cyryla. Po roku 415 Cyryl napisał dwie prace biblistyczne poświęcone Pięcioksięgowi – siedemnaście ksiąg dialogów O czci i kulcie Boga w duchu i prawdzie oraz traktat Glaphyra. Następnie powstały Komentarz do Proroków Mniejszych oraz Komentarz do Izajasza. Za ostatnie trzy dzieła napisane w tym okresie uważa się traktat filozoficzny znany jako Thessaurus, siedem ksiąg dialogów O Trójcy oraz Komentarz do Jana. Wszystkie te prace zawierają polemiki z politeistami, arianami i Żydami.

### Pisma egzegetyczne Starego Testamentu
W egzegezie pism starotestamentalnych Cyryl obficie stosował alegorię.
- O czci i kulcie w duchu i w prawdzie (De adoratione et cultu in spiritu et veritate)
- Praca koronkowa (Glaphyra) – komentarz wybranych miejsc Pięcioksięgu.
- Komentarz do Księgi Izajasza
- Komentarz do Proroków Mniejszych

### Pisma egzegetyczne Nowego Testamentu
W egzegezie pism nowo testamentalnych poszukiwał przede wszystkim sensu literalnego.
- Komentarz do Ewangelii według świętego Jana – przed 429 r.
- 156 Homilii do Ewangelii według świętego Łukasza – po 429 r., zachowane w przekładzie syryjskim.

We fragmentach:
- Komentarz do Ewangelii według świętego Mateusza
- Komentarz do Listu do Rzymian
- Komentarz do 1 i 2 Listu do Koryntian
- Komentarz do Listu do Hebrajczyków

### Pisma dogmatyczno-polemiczne
Większość pism jest adresowana do konkretnych osób.
Przeciw arianizmowi:
- Skarbiec nauk o świętej współistotnej Trójcy (Thesaurus de sancta et consubstantiali trinitate)
- O świętej i współistotnej Trójcy (De sancta et consubstantiali trinitate) – między 423 a 425 r.

Przeciw nestorianizmowi:
- Wykład prawdziwej wiary (De recta fide)
- Do księżniczek (Ad reginas) – do trzech sióstr i małżonki cesarza Teodozjusza.
- Anatematyzmy – dwanaście anatematyzmów skierowanych przeciw nauczaniu Nestoriusza, które Cyryl sformułował w 430/431 r.
- Trzy Apologie broniące treści anatematyzmów.
- Przeciw bluźnierstwom Nestoriusza (Adversus Nestorii blasphemias) – 430–431 r.
- Apologetyk do cesarza (Apologeticus ad imperatorem)
- Krótkie uwagi o wcieleniu Jednorodzonego (Scholia de incarnatione Unigeniti)
- O jedności osoby Chrystusa (Quod unus sit Christus)
- Przeciwko tym, którzy nie chcą uznać Świętej Dziewicy za Bogarodzicę (Adversus nolentes confiteri sanctam Virginem esse Deiparam)
- Przeciw Diodorowi i Teodorowi – zachowały się większe fragmenty.

### Wielkie dzieło polemiczne przeciw Julianowi
- Apologia religii chrześcijańskiej przeciw dziełom bezbożnego Juliana (Adversus libros athei Iuliani). Z napisanych trzydziestu ksiąg zachowało się w całości dziesięć. Odpiera zarzuty które cesarz Julian (331–363 r.) zawarł w piśmie Przeciw Galilejczykom.

### Listy
- 29 Listów wielkanocnych
- ok. 90 listów o treści dogmatycznej
- Tablica paschalna (za lata 403–512) przygotowana i przesłana cesarzowi Teodozjuszowi II – zaginiona. Zachował się jedynie w przekładzie ormiańskim list dołączony do niej.

### Homilie
Zachowało się jedynie ok. 20 homilii, wśród nich te wygłoszone podczas Soboru Efeskiego, wśród nich Homilia o Bogurodzicy, sławna w starożytności, ale niepewnego autorstwa.

## Przekłady w języku polskim
- Komentarz do Pierwszego Listu św. Pawła do Koryntian, Biblia Ojców V, z języka greckiego, syryjskiego i armeńskiego przełożył, wstępem i objaśnieniami opatrzył Konrad F. Zawadzki. Częstochowa 2022, Edycja św. Pawła.
- Komentarz do Ewangelii według św. Łukasza (fragm.), przeł. K. Bielawski, [w:] Modlitwa Pańska. Komentarze greckich Ojców Kościoła IV-V w., redakcja K. Bielawski, Tyniec – Kraków 1995, Wydawnictwo Benedyktynów, s. 197–208.
- Ku czci Bogarodzicy, przeł. W. Kania, Tarnów 1982. Głos tradycji t. 2.
- Prawdziwy Bóg, prawdziwy człowiek, [w:] Verbraken Patrick – Pierre Dom OSB, Starowieyski Marek Ks., Ojcowie Kościoła. Panorama patrystyczna, Warszawa 1991, Wyd. Archidiecezji Warszawskiej, s. 166–170.
- Wykład prawdziwej wiary, W obronie tytułu Bogarodzica, Homilie Efeskie. W. Kania (tłumaczenie), E. Stanula (wstęp i oprac.), S. Kalinkowski (oprac.). Warszawa: ATK, 1980, s. 270, seria: PSP 18.